# Klimageschichte
Die Klimageschichte dokumentiert Entwicklung, Schwankungen und Auswirkungen des irdischen Klimas, sowohl in erdgeschichtlichem Maßstab als auch in den Epochen der jüngeren Vergangenheit. Je nach zeitlicher Perspektive werden dabei Klimaverläufe über einige Jahrzehnte bis hin zu einigen hundert Millionen Jahren analysiert. Die Wissenschaften zur Erforschung des Klimas sind neben der Klimatologie die Paläoklimatologie und die Historische Klimatologie, die wiederum mit der Umweltgeschichte eng verknüpft ist. Die beiden letztgenannten Disziplinen behandeln das Auftreten und den Einfluss verschiedener Wetteranomalien in historischer Zeit, unter anderem ausgeprägte Wärme- und Kältephasen, Perioden extremer Dürre oder die Folgen von heftigen vulkanischen Eruptionen im Hinblick auf Naturräume und menschliche Gesellschaften.
Zuverlässige und instrumentell ermittelte Temperatur- und Klimadaten stehen auf breiterer Basis erst seit der zweiten Hälfte des 19. Jahrhunderts zur Verfügung. Informationen über frühere Zeiträume galten lange als relativ unsicher, können jedoch zunehmend besser und genauer belegt werden. Traditionell werden hierbei sogenannte Klimaproxys aus natürlichen Archiven wie Baumringe, Eisbohrkerne oder Pollen verwendet und analysiert. Zusätzlich kommt in der Forschung ein breites Spektrum verschiedener Isotopenanalysen zum Einsatz, deren jüngste Entwicklungen eine bis vor kurzem unerreichbare Messgenauigkeit ermöglichen. Die Klimageschichte ist auch für die Evolutionsgeschichte von Bedeutung, da die auf geologischen Zeitskalen aufgetretenen biologischen Entwicklungen und Krisen (wie zum Beispiel Massenaussterben) vielfach mit signifikanten Veränderungen des Klimas und der Umwelt in direktem Zusammenhang stehen.

## Die wichtigsten Klimafaktoren im Überblick
Klimafaktoren sind jene Komponenten, die auf physikalischer, chemischer oder biologischer Basis eine deutliche Wirkung auf das Klimasystem ausüben und es über unterschiedlich lange Zeiträume stabilisieren, prägen oder verändern. Dabei können mehrere Faktoren zusammenwirken und in Form von positiven Rückkopplungsprozessen einen Klimawandel verstärken oder als jeweils gegenläufige Einflüsse einander weitgehend neutralisieren. Generell wird zwischen positiven und negativen Rückkopplungen unterschieden, wobei positive als selbstverstärkende Rückkopplungen bezeichnet werden und negative als sich selbst abschwächende/stabilisierende Rückkopplungen. Ein negativ rückgekoppeltes System wird somit Störungen der energetischen Balance ausgleichen und zum ursprünglichen Klimazustand zurückkehren. Die folgenden Abschnitte beschreiben jene Faktoren, die über weite Teile der Erdgeschichte das Klimageschehen in hohem Maße beeinflussten.

### Die Sonne

Entwicklung von Leuchtkraft (rot), Radius (blau) und effektiver Temperatur (grün) der Sonne während ihrer Existenz auf der Hauptreihe, bezogen auf das gegenwärtige Entwicklungsstadium.

Von jenen Faktoren, die das irdische Klima von Beginn an prägten und bis heute bestimmen, spielt der externe Einfluss der Sonne auf das Erdklimasystem die wichtigste Rolle. Nach einer relativ kurzen Phase als Protostern begann sie vor 4,6 Milliarden Jahren mit der Energiewandlung durch den Prozess der Kernfusion, bei dem der im Sonnenkern vorhandene Vorrat an Wasserstoff allmählich in Helium umgewandelt wird. Dieses Stadium dauert rund 11 Milliarden Jahre, wobei in diesem Zeitraum Leuchtkraft und Radius der Sonne weiter zunehmen werden (siehe nebenstehendes Diagramm). Das bedeutet, dass sie am Beginn ihrer Existenz (und gleichzeitig am Beginn der Erdgeschichte) nur 70 Prozent der gegenwärtigen Strahlungsleistung aufwies und dass sich diese Strahlung im Durchschnitt alle 150 Millionen Jahre um etwa 1 Prozent bis auf den heutigen Wert erhöhte. Das noch nicht völlig geklärte Paradoxon der schwachen jungen Sonne (englisch Faint Young Sun Paradox) beschreibt nicht nur den Widerspruch zwischen der geringen Leuchtkraft der Sonne in ihrer Frühgeschichte und dem relativ warmen Erdklima während der Archaikums, sondern berührt auch grundlegende Fragen zur Entstehung und zur Kontinuität des irdischen Lebens, die aktuell auf breiter Basis interdisziplinär diskutiert werden, vor allem in den Atmosphärenwissenschaften.
Am Beginn des 21. Jahrhunderts wurde in einigen Studien die Auffassung vertreten, dass im Verlauf der Erdgeschichte die Klimaentwicklung nicht nur von terrestrischen Faktoren, sondern darüber hinaus von variierenden kosmischen Strahlungseinflüssen gesteuert wird. Demnach sollen die Kaltzeiten der letzten 541 Millionen Jahre mit regelmäßigen Spiralarmdurchgängen der Sonne und ihrer Heliosphäre korrelieren. Periodisch auftretende kosmische Ursachen für klimatische Veränderungen auf der Erde sind jedoch nach aktuellem Forschungsstand nur unzureichend belegt und spielen bestenfalls eine untergeordnete Rolle.

### Vulkanismus
Der Vulkanismus ist seit Beginn der Erdgeschichte ein elementarer Klimafaktor mit sehr unterschiedlichen Erscheinungsformen (unter anderem Schildvulkane, Hotspots bzw. Manteldiapire, Magmatische Großprovinzen). Die permanente Freisetzung von Kohlenstoffdioxid durch vulkanische Ausgasungen (derzeit etwa 180 bis 440 Megatonnen jährlich) gleicht die durch Verwitterung und Sedimentation bedingte CO2-Reduzierung weitgehend aus und könnte im späten Präkambrium entscheidend zur Überwindung der Schneeball-Erde-Stadien beigetragen haben. Andererseits ist auch eine mehrmalige Destabilisierung der Biosphäre durch stark erhöhte vulkanische Aktivitäten eindeutig nachgewiesen. Eine länger währende Phase intensiven Vulkanismus oder einzelne größere Ausbrüche bewirken durch Asche- und Aerosolpartikel eine regionale oder weltweite Abkühlung über mehrere Jahre und führten in historischer Zeit oft zu Missernten, strengeren Wintern und zur Zerstörung von Kulturräumen.

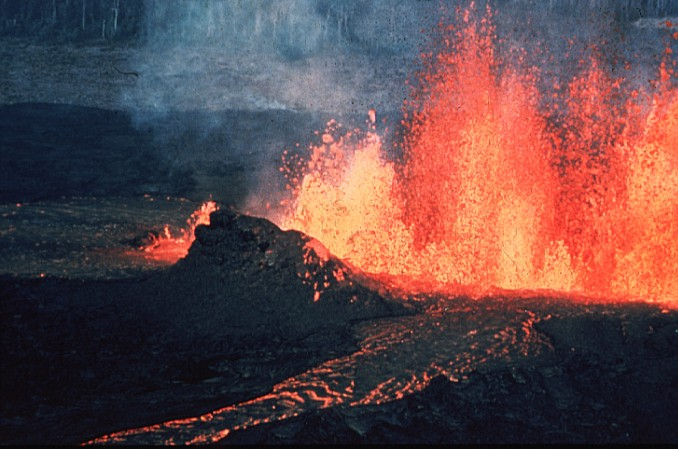
Der Vulkanismus war über die gesamte Erdgeschichte ein wesentlicher Klimafaktor.

Supervulkane haben aufgrund ihrer Auswurfmenge von über 1000 km³ an Lava, Asche und Aerosolen (Tephra) in prähistorischer Zeit das Klima über Jahrzehnte hinweg beeinflusst und einen Vulkanischen Winter ausgelöst. Auf dem Vulkanexplosivitätsindex sind sie mit dem Wert VEI-8 in die höchste Kategorie eingestuft. Für die letzten 34 Millionen Jahre wurden weltweit über 40 derartige Ereignisse nachgewiesen. Dauerhafte klimatische und ökologische Folgen durch Supervulkane sind jedoch nicht belegt.
In erdgeschichtlichem Rahmen waren Magmatische Großprovinzen (englisch Large Igneous Provinces) oftmals die Ursache für einen tiefgreifenden und rasch verlaufenden Klimawandel. Dabei handelt es sich um den großvolumigen Austritt magmatischer Gesteine aus dem Erdmantel, meist in Form von Flutbasalten, die sich im Verlauf von einigen Hunderttausend Jahren gelegentlich über Millionen km² ausbreiteten. Abhängig von Ausmaß und Dauer der Flutbasalt-Freisetzung gelangten erhebliche Mengen an Kohlenstoffdioxid in die Atmosphäre, daneben auch Chlorwasserstoff, Fluor und Schwefeldioxid. Im Unterschied zum „normalen“ Vulkanismus bewirkten die Aktivitäten einer Magmatischen Großprovinz keine aerosolbedingte Abkühlung, sondern führten im Gegenteil zu einer globalen Erwärmung mit zahlreichen Nebenwirkungen. Sehr wahrscheinlich wurden die meisten Massenaussterben der Erdgeschichte von weiträumigen magmatischen Ausflüssen mit anschließender Destabilisierung terrestrischer und mariner Biotope verursacht.

### Treibhausgase

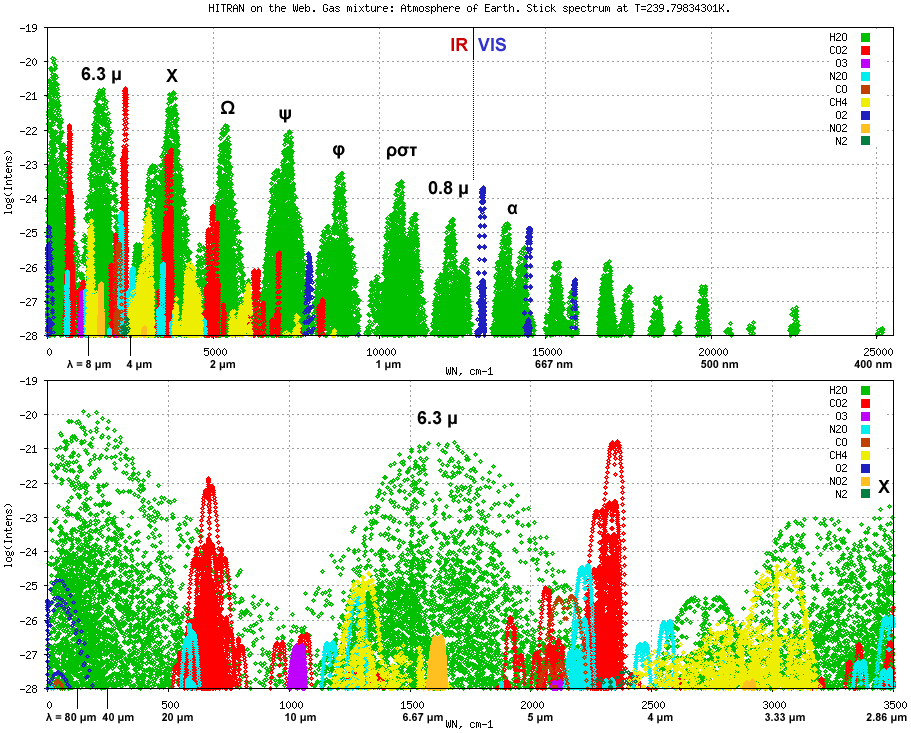
Absorptionsspektren der in der Erdatmosphäre vorkommenden Gase

Treibhausgase sind strahlungsbeeinflussende gasförmige Stoffe in der Atmosphäre, die den Antrieb des Treibhauseffekts bilden, wie beispielsweise Wasserdampf (H2O), Kohlenstoffdioxid (CO2), Methan (CH4), troposphärisches Ozon (O3), Carbonylsulfid (COS) und Distickstoffmonoxid (N2O). Im Unterschied zu Stickstoff, Sauerstoff und allen Edelgasen sind Treibhausgase aufgrund ihrer molekularen Struktur infrarot-strahlungsaktiv. So kann CO2 die solare Wärmeenergie bei Wellenlängen von 4,26 µm und 14,99 µm absorbieren und diese auch in Richtung Erdoberfläche re-emittieren. Aufgrund dieses Treibhauseffekts erhöht sich die oberflächennahe Durchschnittstemperatur (bezogen auf den gegenwärtigen Klimazustand) um ungefähr 33 °C auf +14 bis +15 °C. Ohne Treibhauswirkung würde die untere Atmosphäre im globalen Mittel lediglich −18 °C aufweisen und zu einer kompletten Vereisung des Planeten führen.
Das in seiner Gesamtwirkung stärkste Treibhausgas ist der Wasserdampf, dessen Anteil am natürlichen Treibhauseffekt je nach geographischen Gegebenheiten zwischen 36 und 70 Prozent schwankt. Da der atmosphärische Wasserdampfgehalt unmittelbar von der Lufttemperatur abhängt, nimmt seine Konzentration bei niedrigen Temperaturen ab und steigt während einer Erwärmungsphase an, wobei die Atmosphäre mit jedem Grad Temperaturzunahme 7 Prozent mehr Wasserdampf aufnehmen kann (in der oberflächennahen Atmosphäre bei 10 °C etwa 7,5 g pro kg Luft, hingegen bei 30 °C 26 g/kg). Die sogenannte Wasserdampf-Rückkopplung zählt zu den stärksten positiven Rückkopplungs-Elementen im Erdklimasystem.
Die atmosphärische Konzentration von Kohlenstoffdioxid wird üblicherweise in ppm (= Teile pro Million) angegeben, die von Methan in ppb (= Teile pro Milliarde). Bedingt durch menschliche Einflüsse hat sich seit Beginn des Industriezeitalters der Gehalt an Kohlenstoffdioxid auf über 400 ppm erhöht (vorher 280 ppm) und der von Methan auf knapp 1900 ppb (vorher 800 ppb). Dies sind die höchsten Konzentrationen seit mindestens 800.000 Jahren. Es gab gleichwohl erdgeschichtliche Epochen mit erheblich größeren CO2-Anteilen, wie im Kambrium vor rund 500 Millionen Jahren, als die Kohlenstoffdioxid-Konzentration im Bereich von 5000 bis 6000 ppm lag. Rückschlüsse zur Jetztzeit sind allerdings problematisch, da die damaligen Bedingungen (unter anderem die im Vergleich zu heute um 5 Prozent verminderte Sonneneinstrahlung, das weitgehende Fehlen einer Landvegetation und damit verbunden ein anders gearteter organischer Kohlenstoffzyklus) in keiner Weise auf die Gegenwart übertragbar sind.
Im Verlauf der letzten 540 Millionen Jahre nahm die CO2-Konzentration deutlich ab. Diese Entwicklung erfolgte jedoch nicht linear, sondern war erheblichen Schwankungen unterworfen, mit einer Spannbreite von etwa 100 ppm bis hin zu mehreren 1000 ppm. Im Unterschied zu früheren Annahmen wird sich ein zusätzlicher CO2-Eintrag in die Atmosphäre – wie aktuell bei der globalen Erwärmung – nur allmählich verringern und in signifikantem Umfang noch in Jahrtausenden nachweisbar sein, da das Gas durch natürliche physikalische und biogeochemische Mechanismen nur langsam abgebaut wird.

### Plattentektonik und Kontinentaldrift

Schema einer konvergenten Plattengrenze mit Subduktion ozeanischer Lithosphäre unter kontinentale Lithosphäre

Die Plattentektonik als Antrieb aller großräumigen Vorgänge in der äußeren Erdhülle (Lithosphäre) ist einer der wichtigsten Klimafaktoren mit einer Vielzahl von damit verbundenen Auswirkungen. Dazu zählen die Entstehung von Faltengebirgen (Orogenese), die verschiedenen Formen des Vulkanismus, die Bildung Mittelozeanischer Rücken, das „Abtauchen“ ozeanischer Kruste unter kontinentale Lithosphärenplatten (Subduktion) sowie die Kontinentaldrift. Die sich über geologische Zeiträume verändernde Lage der Kontinente übte einen nachhaltigen Einfluss auf die Klimaentwicklung aus. Befanden sich die Kontinente unter humiden (feuchten) Treibhausbedingungen in der tropischen Klimazone, setzte eine stark beschleunigte chemische Verwitterung der Oberflächengesteine ein. Dies führte im Laufe der Erdgeschichte mehrmals dazu, dass erhebliche Mengen an Verwitterungsprodukten in den Ozean geschwemmt wurden und diesen mit Nährstoffen „überdüngten“. Als Folge ereigneten sich im Extremfall – unter Gefährdung mariner Biotope – sogenannte ozeanische anoxische Ereignisse mit einer Dauer von mehreren 100.000 Jahren. War hingegen ein Kontinent in unmittelbarer Polnähe positioniert, konnte dies einen weltweiten Abkühlungstrend weiter forcieren, da polarnahes Festland schneller und effektiver vereist als offene Meeresflächen und dieser Prozess durch die Eis-Albedo-Rückkopplung an Eigendynamik gewinnt.
Die Kollision zweier Landmassen im Zuge der Kontinentaldrift bewirkte stets eine Auffaltung der Krustengesteine und die Entstehung von Gebirgsketten (Kollisionsgebirge). Regelmäßig kam es dabei an den Plattengrenzen zu einem lang anhaltenden Vulkanismus mit entsprechendem Einfluss auf das globale Klima. Sobald sich die Verhältnisse stabilisierten und der Vulkanismus abflaute, wurden Verwitterungs- und Abtragungsprozesse auf der Basis des Carbonat-Silicat-Zyklus zum dominierenden Klimafaktorː Sie entzogen der Atmosphäre große Mengen an Kohlenstoffdioxid und trugen auf diese Weise tendenziell zu einer weltweiten Abkühlung bei. Nach einer mehr oder minder langen Phase tektonischer Ruhe brachen die Kontinentalschilde unter heftigen vulkanischen Eruptionen an ihren „Nahtstellen“ wieder auseinander, wodurch neue Klimazonen und veränderte ozeanische Strömungsmuster entstanden. Im Verlauf dieser Entwicklung wurde das über Millionen Jahre in der Lithosphäre gebundene CO2 durch die Ausgasungen kontinentaler oder ozeanischer Vulkane der Atmosphäre wieder zugeführt (→ Langfristiger anorganischer Kohlenstoffzyklus).

### Albedo, Aerosole und Wolken
Die Albedo ist das Maß des Rückstrahlvermögens nicht selbst leuchtender Oberflächen. Eis- und Schneeflächen besitzen eine Albedo von ungefähr 0,80 (was einer Rückstrahlung von 80 Prozent entspricht), während freie Meeresoberflächen je nach Neigungswinkel der Einstrahlung eine Albedo von 0,06 bis 0,22 aufweisen und demzufolge mehr Wärmeenergie aufnehmen als sie reflektieren. Die mittlere sphärische Albedo der Erde beträgt derzeit etwa 0,3. Sie hängt von der Ausdehnung der Ozeane, Eisschilde, Wüsten und Vegetationszonen ab (einschließlich der Wolkenbedeckung und Aerosolkonzentration) und kann sich zusammen mit der Strahlungsbilanz verändern.
Aerosole sind mit einem Trägergas verbundene flüssige oder feste Schwebeteilchen, die in Form von hygroskopischen Partikeln als Kondensationskerne an der Wolkenbildung beteiligt sind und je nach Konzentration, chemischer Beschaffenheit und atmosphärischer Verteilung überwiegend zu einer Abkühlung beitragen. Ein hohes Aerosol-Aufkommen in der erdgeschichtlichen Vergangenheit beruhte fast ausschließlich auf vulkanischen Quellen oder zählte (als zeitlich begrenzter Klimafaktor) zu den unmittelbaren Folgen eines größeren Impaktgeschehens. In neuerer Zeit trugen anthropogene Emissionen wie zum Beispiel industrielle Verbrennungsprodukte zeitweise zu einem deutlichen Anstieg des Aerosolgehalts bei.
Generell besitzen vulkanische Eruptionen der Stärke 5 oder 6 auf dem Vulkanexplosivitätsindex das Potenzial, einen aerosolbedingten, mit mehreren Rückkopplungen verbundenen globalen Temperaturrückgang von −0,3 bis −0,5 °C über einige Jahre zu bewirken, wie dies unter anderem für den Ausbruch des Pinatubo (1991) nachgewiesen wurde. Durch die Höhenströmungen (Starkwindbänder) breiten sich diese Partikelströme in der Stratosphäre aus, wo sie über Absorption, Streuung und Reflexion die transmittierte solare Einstrahlung verändern beziehungsweise abschwächen. Diese Prozesse haben einen direkten Einfluss auf die Temperatur  aller Luftschichten.
Wolkenbildungen üben je nach Umfang und optischer Dichte eine Steuerfunktion auf den Energiehaushalt beziehungsweise die Strahlungsbilanz der Erde und damit auf das Klimasystem aus. Die Wirkungszusammenhänge sind jedoch noch nicht vollständig entschlüsselt und bilden deshalb eine zentrale Fragestellung bei der Klimamodellierung. Neuere Studien gehen von der Möglichkeit aus, dass hohe CO2-Konzentrationen einen negativen Effekt auf die Entstehung von Stratocumuluswolken haben könnten, was eine bestehende Erwärmungstendenz weiter verstärken würde.

## Klimaproxys und Messmethoden
Zur Rekonstruktion vergangener Klimabedingungen existiert eine Reihe verschiedener Untersuchungs- und Messmethoden. Zum Standardinstrumentarium gehören Klimaproxys als indirekte Klimaanzeiger, die in natürlichen Archiven zu finden sind. Klimaproxys werden nicht nur zur Rekonstruktion früherer Klimazonen verwendet, sondern liefern darüber hinaus Informationen zur Sonnenaktivität, Niederschlagsintensität, Luftzusammensetzung und chemischen Beschaffenheit urzeitlicher Meere. Bereits im 19. Jahrhundert wurde anhand von geologischen Klimazeugen wie Trogtälern, Grundmoränen oder Gletscherschliffen eine lange währende Kaltzeit mit großräumigen Vergletscherungen (damals oft „Weltwinter“ genannt) sowohl in Europa als auch auf anderen Kontinenten direkt nachgewiesen. Weitere Klimaarchive, mit denen frühere Warmzeiten belegt werden können, sind zum Beispiel Lage und Ausdehnung urzeitlicher Korallenriffe oder die Analyse bestimmter Sedimente und Sedimentgesteine, die unter tropischen Bedingungen entstanden sind.

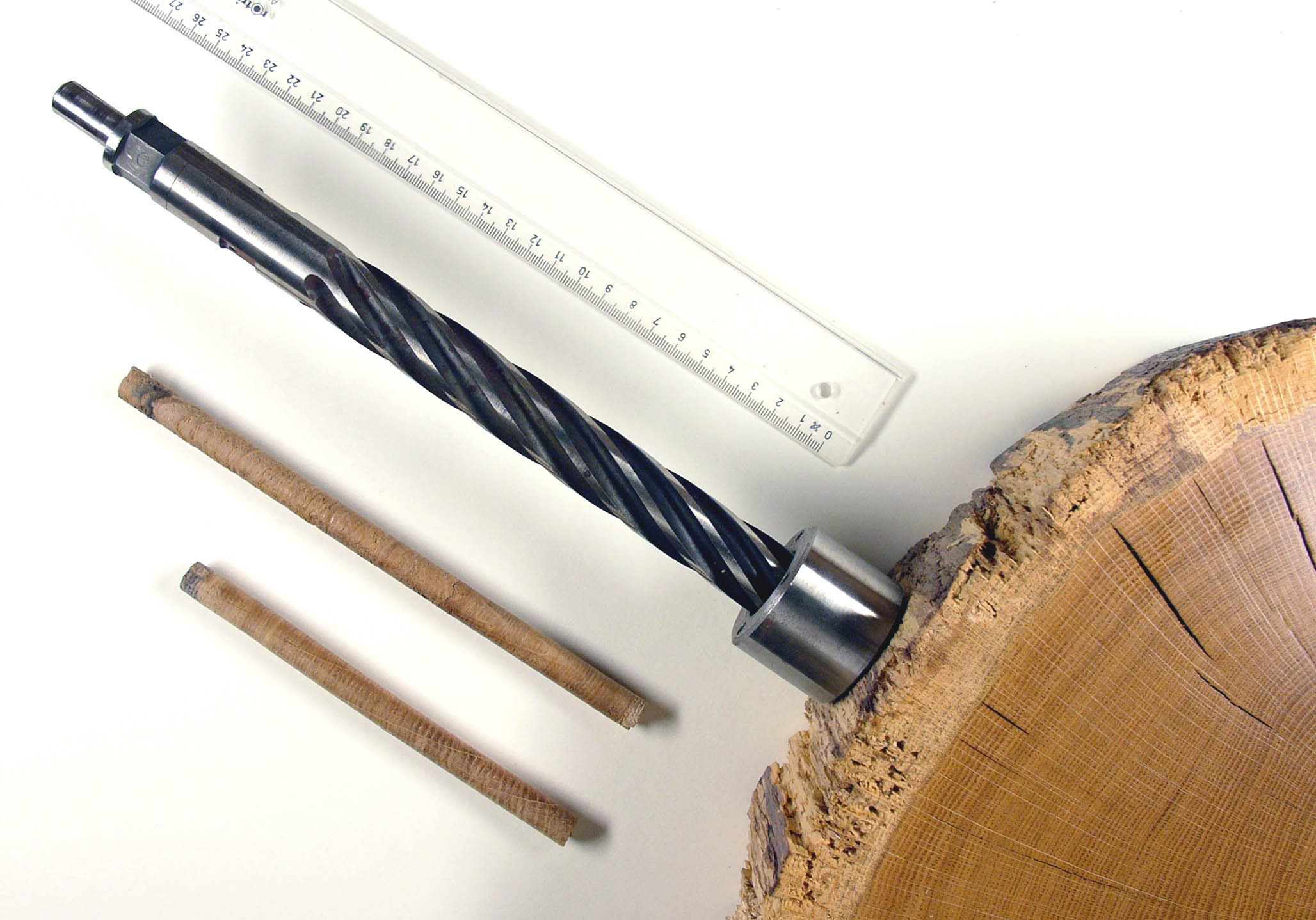
Hohlbohrer für die Entnahme dendrochronologischer Proben, darunter zwei Bohrkerne

Während die Historische Klimatologie vielfach auf schriftliche Aufzeichnungen, historische Chroniken oder archäologische Artefakte zurückgreift, verwendet die Paläoklimatologie klassische Nachweisverfahren wie die Dendrochronologie (Baumringanalyse), die Palynologie (Pollenuntersuchungen), Tropfsteine sowie die Warvenchronologie (auch Bändertondatierung genannt), die sich auf die Auswertung von Ablagerungen in Still- und Fließgewässern stützt. Im Zuge fortgeschrittener technischer Möglichkeiten werden vermehrt Bohrkernproben aus der Tiefsee und den polaren Eisschilden untersucht. So wurde 2004 in der Antarktis im Rahmen des Projekts EPICA ein Eisbohrkern mit einem Alter von 900.000 Jahren geborgen. Die „fossilen“ Luftbläschen innerhalb eines Eisbohrkerns gelten als zuverlässige Klima-Archive für die Zusammensetzung der Atmosphäre während des Quartärs und hier vor allem für die Kohlenstoffdioxid- und Methan-Konzentrationen, die während der verschiedenen Kalt- und Warmphasen starken Schwankungen unterlagen. Außerdem liefern Eisbohrkerne valide Daten zur Sonnenaktivität, zu Lufttemperaturen, zu Verdunstungs- und Kondensationsprozessen sowie zu Anomalien des Erdmagnetfelds. Im Eis eingeschlossene Staubpartikel sind Indikatoren für die atmosphärische Zirkulation und speichern zudem die Spuren möglicher Vulkanausbrüche und Asteroideneinschläge. Vergleichbare Klimaarchive bilden Lössprofile wie sie im Lössplateau von China oder im Süden von Tadschikistan bestehen. Mit ihren eingeschlossenen fossilen Bodenhorizonten erlauben sie den Wechsel der Warm- und Kaltzeiten des Pleistozäns zu studieren mit einer Auflösung, die teilweise an die der Eisbohrkerne heranreicht. Beispielhaft sei hier die Löss-Paläoboden-Sequenz vom Obi-Mazar in Tadschikistan genannt, die einen Zeitraum von mehr als einer Million Jahre abdeckt.
In den letzten Jahrzehnten kamen in der Paläoklimatologie zunehmend verschiedene Nachweismethoden mittels der Isotopenanalyse zum Einsatz. Ein seit langem gebräuchliches Verfahren ist die Anwendung des Kohlenstoff-Isotops 14C zur Altersbestimmung organischer Materialien. Allerdings deckt die 14C-Methode nur einen relativ schmalen zeitlichen Bereich von 300 bis maximal 57.000 Jahren ab. Einen Zeitrahmen von mehreren Hundert Millionen Jahren umfasst hingegen die Temperaturbestimmung mithilfe der Sauerstoff-Isotope 18O/16O, für die sich besonders fossile Korallen, Foraminiferen und Süßwassersedimente eignen. Für geologische und paläoklimatologische Untersuchungen bietet sich darüber hinaus eine Reihe von Beryllium-, Eisen-, Chrom- und Edelgas-Isotopen an. In letzter Zeit kommt die 40Ar/39Ar-Datierung verstärkt zum Einsatz, da diese Methode auf der Grundlage des Edelgases Argon erheblich präzisere Ergebnisse als die herkömmliche Kalium-Argon-Datierung ermöglicht. Sehr genaue geochronologische Daten mit relativ geringen Abweichungen können durch Zirkonkristalle gewonnen werden, da sich diese aufgrund ihrer Hitzeresistenz und ihrer dadurch stabil gebliebenen Gitterstruktur zur Analyse der darin eingeschlossenen radioaktiven Nuklide eignen (wie 235U, 238U oder 232Th = Uran-235, Uran-238, Thorium-232).
Ein noch sehr junges, im 21. Jahrhundert entwickeltes Verfahren ist die Atom Trap Trace Analysis (ATTA). Es handelt sich dabei um eine magneto-optische „Atomfalle“ (MOT) unter Einsatz von Laserphysik zur Spurenanalyse und Altersbestimmung seltener Edelgas-Isotope. Zur Anwendung kommen hauptsächlich die Kryptondatierung auf der Basis des Isotops 81Kr (Halbwertszeit 230.000 Jahre) in Verbindung mit dem stabilen Isotop 83Kr sowie die Detektierung des Argon-Isotops 39Ar (Halbwertszeit 269 Jahre).  Analysiert werden mit diesen sehr präzisen Methoden im Rahmen der Quartärforschung vor allem Gletscher, alte Eisschichten und ozeanisches Tiefenwasser, wobei jedes Atom des Probenmaterials einzeln gezählt wird.

## Frühe Klimageschichte

Maßstabsgetreue geologische Uhr mit den wichtigsten Zeitaltern der Erdgeschichte einschließlich der Entwicklung des Lebens

Über das früheste und chaotisch geprägte Stadium der Erdgeschichte (Hadaikum) vor 4,6 bis 4,0 Milliarden Jahren sind hinsichtlich der klimatischen Verhältnisse mangels gesicherter Daten nur hypothetische oder bestenfalls fragmentarische Aussagen möglich. Erst ab der Zeit vor 3,8 Milliarden Jahren, nach der Entstehung der Ozeane und erster Lebensformen, existieren fossile Spuren und Proxys („Klimaanzeiger“), die Rückschlüsse auf die Umweltbedingungen erlauben. Auf Basis dieser Hinweise wird angenommen, dass über weite Teile des Archaikums trotz der zu dieser Zeit deutlich verminderten Strahlungsleistung der Sonne ein warmes oder zumindest mild-gemäßigtes Klima herrschte.
Nahezu zeitgleich mit der Entstehung der Erde bildete sich wahrscheinlich eine überwiegend aus den leichten Elementen Wasserstoff und Helium bestehende Uratmosphäre, die sich durch den Einfluss des Sonnenwindes, des solaren Magnetfelds sowie durch die thermischen Auswirkungen einer möglichen Impaktserie allerdings rasch verflüchtigte. Die länger existierende erste Atmosphäre entstand vor mehr als vier Milliarden Jahren als Folge eines permanenten und extrem starken Vulkanismus mit intensiven Ausgasungen von Kohlenstoffdioxid, Stickstoff und Schwefeldioxid. Da auf der erhitzten Erdoberfläche Niederschläge sofort verdampften, dominierte Wasserdampf mit einem Anteil von etwa 80 Prozent die sehr dichte und heiße Lufthülle.
Mit der Ausbreitung des Lebens im Laufe des Eoarchaikums (4000 bis 3600 mya = million years ago) nahmen Einzeller wie die Archaeen erstmals direkten Einfluss auf die atmosphärische Zusammensetzung, indem sie mit ihren Stoffwechselprodukten den Methangehalt allmählich erhöhten. Gleichzeitig wurde Kohlenstoffdioxid der Atmosphäre entzogen und im Meerwasser gelöst, wodurch es zur Ausfällung und umfangreichen Ablagerung von Carbonaten kam. Da der reaktionsträge (inerte) Stickstoff an diesen Prozessen nicht beteiligt war, nahm seine Konzentration daher stetig zu, bis er vor 3,4 Milliarden Jahren, als die Entwicklung der zweiten Atmosphäre ihren Abschluss fand, zu deren Hauptbestandteil wurde.
Die Etablierung der dritten Atmosphäre war eng mit dem Auftreten von freiem Sauerstoff verknüpft. Mit hoher Wahrscheinlichkeit existierten bereits vor mehr als drei Milliarden Jahren Cyanobakterien, die die oxygen-phototrophe Photosynthese nutzten und als „Abfallprodukt“ ihres Stoffwechsels umfangreiche Mengen an Sauerstoff freisetzten. Dieser wurde jedoch bei der Oxidation von organischen Verbindungen, Sulfiten und zweiwertigen Eisen-Ionen Fe2+ in dreiwertige Eisen-Ionen Fe3+ vollständig verbraucht (siehe hierzu Bändererz). Nach Abschluss dieses lange währenden Oxidationsvorgangs diffundierten größere Sauerstoff-Anteile erstmals in die Atmosphäre. Dies hatte weitreichende Folgen für den Klimazustand der Erde und die Entwicklung des Lebens.

### Paläoproterozoische Vereisung
Die früheste nachgewiesene Abkühlungsphase der Erdgeschichte trat vor 2,9 Milliarden Jahren in Form des Pongola-Glazials auf, das jedoch vermutlich nur ein relativ kurzzeitiges Ereignis mit regionalen Gletscherbildungen war. Mit einer Dauer von ungefähr 300 Millionen Jahren wesentlich ausgeprägter verlief die vor 2,4 Milliarden Jahren einsetzende Paläoproterozoische Vereisung (auch Huronische Eiszeit). Geologische Klimazeugen einschließlich paläomagnetischer Auswertungen aus Nordamerika, Skandinavien, Indien sowie aus dem südlichen Afrika deuten auf einen globalen Kälteeinbruch mit einem wahrscheinlich länger währenden Schneeball-Erde-Stadium hin.
In der Wissenschaft überwiegt die Annahme, dass das Eiszeitklima im frühen Paläoproterozoikum die unmittelbare Folge der sogenannten Großen Sauerstoffkatastrophe (in der Fachliteratur Great Oxygenation Event) sein könnte. Die Sauerstoffzunahme in den Ozeanen führte zum Massenaussterben der bisher dominierenden obligat anaeroben Organismen, die der toxischen Wirkung des Sauerstoffs fast vollzählig zum Opfer fielen. Diese Zäsur zählt zu den größten Krisen in der Geschichte des Lebens; gleichwohl eröffnete sie der Evolution neue Wege im Hinblick auf effizientere Formen des Energiestoffwechsels.
Die Atmosphäre war ebenfalls einem tiefgreifenden Wandel unterworfen. In der Lufthülle hatte die Verweildauer von Methan bis dahin mindestens einige Jahrtausende betragen. Unter den danach herrschenden oxidierenden Bedingungen erfolgte der weitgehende Zusammenbruch der Methankonzentration und die Aufspaltung des Gases in Kohlenstoffdioxid und Wasser. Da Methan über ein erheblich größeres Treibhauspotential als CO2 verfügt, kam es zu einer deutlichen Abschwächung des Treibhauseffekts in Verbindung mit einem abrupten Klimawechsel auf dauerhaft kaltzeitlichem Niveau.

### Die „langweilige Milliarde“
Nach dem Abklingen der Paläoproterozoischen Vereisung und der Konsolidierung des Klimas auf einem höheren Temperaturlevel begann eine aus heutiger Perspektive relativ ereignisarme Epoche ohne extreme Klimaschwankungen, die in der Fachliteratur gelegentlich als „langweilige Milliarde“ (englisch The boring billion) bezeichnet wird und ungefähr den Zeitraum vor 1850 bis 850 Millionen Jahren umfasst. Allerdings wirkte sich dieser lange währende Status quo nachteilig auf die biologische Evolution aus. Verschiedene Biomarker deuten darauf hin, dass die tieferen Meeresschichten jener Zeit anoxische, sulfidische und nährstoffarme Bedingungen aufwiesen (einschließlich des Auftretens von Schwefelwasserstoff) und für viele sauerstoffabhängige (aerobe) Organismen ein eher lebensfeindliches Milieu darstellten.
Die plattentektonischen Prozesse entwickelten ebenfalls relativ geringe Aktivitäten. Der erste Kontinent Ur, in seiner Größe vermutlich vergleichbar mit dem heutigen Australien, könnte bereits vor rund 3 Milliarden Jahren existiert haben, gilt jedoch als weitgehend hypothetisch. Besser belegt ist der Superkontinent Kenorland, dessen Entstehung mit dem Beginn der Paläoproterozoischen Vereisung korrespondiert. Vor 1,8 Milliarden Jahren entstand der Superkontinent Columbia, der nach aktueller Forschungslage die Landmassen des ursprünglich als eigenständig geltenden Großkontinents Nuna ganz oder zum Teil in sich vereinte. Nach einer Zeit längerer tektonischer Ruhe, in der ältere Bergketten allmählich abgetragen wurden, ohne dass es zur Auffaltung neuer Kollisionsgebirge kam, bildete sich der Superkontinent Rodinia (1100 mya). In einigen Arbeiten wird deshalb die Vermutung geäußert, dass Columbia nur teilweise fragmentiert wurde und gegen Ende des Mesoproterozoikums einen „fließenden“ Übergang zum nachfolgenden Rodinia vollzog. Diese Annahme entspricht dem Szenario einer klimatischen und geologischen Stillstandsphase während der boring billion.

### Die Schneeball-Erde-Stadien im Cryogenium
Im Laufe des Neoproterozoikums, das vor einer Milliarde Jahre begann, entstanden die ersten mehrzelligen Pflanzen und wirbellosen Tiere. Diese Entwicklung war vermutlich eng mit einer Sauerstoffzunahme in den Meeren verknüpft, wobei auch andere Faktoren wie geochemische Einflüsse und einige tektonische Unruheherde eine Rolle gespielt haben dürften.
Vor rund 800 Millionen Jahren setzte der Zerfall des Superkontinents Rodinia ein. In Verbindung mit einigen über längere Zeiträume aktiven Superplumes beziehungsweise Manteldiapiren (einschließlich der umfangreichen Freisetzung von Flutbasalten) bildete sich an den Plattengrenzen eine Reihe sich verbreiternder Grabenbrüche, die eine zunehmende Fragmentierung des Kontinents signalisierten. Darauf folgte im Zuge der panafrikanischen Orogenese (ca. 600 mya) die Entstehung des nur „kurzlebigen“ Superkontinents Pannotia. Obwohl sich die einzelnen Theorien graduell unterscheiden, wird übereinstimmend angenommen, dass die Vereisungsphasen der Erde im Cryogenium (720 bis 635 mya) während der Sturtischen (ca. 717 bis 660 mya) und der Marinoischen Eiszeit (ca. 650 bis 632 mya) auf dem Zusammenwirken verschiedener Komponenten beruhten. Im Mittelpunkt steht dabei die Annahme sehr rasch verlaufender Verwitterungsprozesse, die der Atmosphäre umfangreiche Mengen an Kohlenstoffdioxid entzogen und auf diese Weise zu einer deutlichen Abkühlung des Planeten beitrugen. Der natürliche Kohlenstoffkreislauf kam deshalb fast zum Stillstand, und in den Meeren sank die Biomasseproduktion auf ein Minimum. Dies änderte sich erst, als das aus vulkanischen Ausgasungen stammende CO2 in der Atmosphäre einen extrem hohen Schwellenwert von vermutlich 100.000 ppm erreichte, der das Dauerfrost-Klima zum Kippen brachte und ein globales Tauwetter auslöste. Laut diesem Szenario verwandelte sich die Erde innerhalb von etwa 40.000 Jahren von einem tiefgefrorenen Schneeball unter chaotischen Umweltbedingungen in ein „Supertreibhaus“ mit tropischen Temperaturen.
Obwohl das plakative Bild von der Erde als riesigem Schneeball eine gewisse Popularität erlangte, wurde dieser Hypothese auch entschieden widersprochen, was unter anderem zum Gegenentwurf einer „Matschball-Erde“ führte. Vor allem jedoch, wird argumentiert, hätte eine viele Millionen Jahre dauernde Komplettvereisung die Photosynthese sauerstoffproduzierender Organismen verhindert und zur Verödung fast aller marinen Habitate geführt. Wie die meisten Details des Schneeball-Erde-Zustands steht auch dieser Kritikpunkt im Fokus kontroverser wissenschaftlicher Diskussionen.
Das späte Neoproterozoikum (Ediacarium) verzeichnete eine deutliche Klimaerwärmung auf allerdings instabilem Niveau, mit dem markanten, aber nur kurzzeitigen Einschnitt der Gaskiers-Eiszeit (580 mya). Unmittelbar nach dem Auseinanderbrechen des Superkontinents Pannotia verschmolzen mehrere Kratone zum Großkontinent Gondwana, verbunden mit umfangreichen Gebirgsbildungen, einem starken Vulkanismus, einer Belastung der Ozeane mit eingeschwemmten festländischen Verwitterungsprodukten aufgrund einer extrem hohen Erosionsrate sowie wahrscheinlich mit signifikanten Klima- und Meeresspiegelschwankungen.

## Phanerozoikum
Vor 541 Millionen Jahren begann mit dem Phanerozoikum (übersetzt etwa Zeitalter des sichtbaren Lebens) das jüngste und somit bis in die Gegenwart reichende Äon der Erdgeschichte. Zugleich markiert dieser Zeitpunkt mit dem geologischen System des Kambriums den Beginn des Erdaltertums (Paläozoikum). Die Benennung dieses Äons beruht darauf, dass ab dem Kambrium durchgehend Fossilien gefunden werden, die nicht nur „mikroskopische“ Ausmaße aufweisen, wie dies vorher (mit Ausnahme der Ediacara-Fauna) in den präkambrischen Schichten sehr häufig der Fall war.
Die älteren Abschnitte des Phanerozoikums verzeichneten eine stetige Zunahme der atmosphärischen Sauerstoff-Konzentration, die vor rund 370 bis 360 Millionen Jahren annähernd das heutige Niveau erreichte. Bereits am Beginn des Äons existierte wahrscheinlich eine die kurzwellige UV-Strahlung der Sonne absorbierende Ozonschicht als Voraussetzung für die spätere Besiedelung des Festlandes durch Flora und Fauna.
Während der ersten Hälfte des Phanerozoikums bestimmten zuerst der Großkontinent Rodinia und dann der fast alle Landflächen in sich vereinende Superkontinent Pangaea das topographische Erscheinungsbild der Erde, mit nachhaltigen Auswirkungen auf Klima, Wettersysteme und Biodiversität. Die Zahl beregneter Küstenregionen nahm deutlich ab, und in den zentralen Festlandsbereichen entstanden ohne den ausgleichenden Einfluss der Meere vom Kontinentalklima geprägte Trockengebiete und Wüsten. Gleichzeitig war die Artenvielfalt der Fauna deutlich geringer als bei mehreren voneinander getrennten Kontinenten mit jeweils eigenständiger evolutionärer Entwicklung. Ebenso reduzierte sich durch die Entstehung von Pangaea der Umfang der auf den Schelfsockeln gelegenen Flachwasser-Biotope.

### Paläozoikum (Erdaltertum)

#### Kambrium (Beginn vor 541 Millionen Jahren)

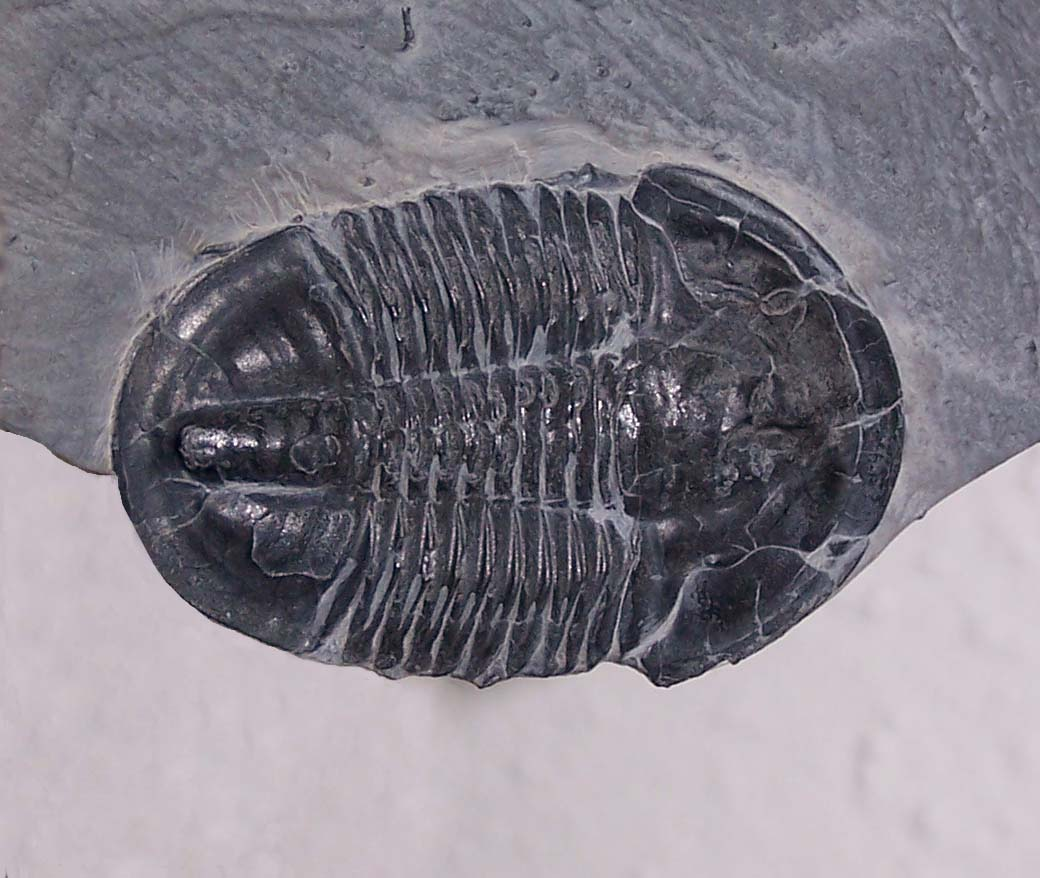
Trilobiten wie Asaphiscus wheeleri gehören zu den Leitfossilien des Kambriums.

Nahezu zeitgleich mit dem Beginn des Kambriums kam es zur Kambrischen Explosion, in deren Verlauf innerhalb der folgenden 5 bis 10 Millionen Jahre – vermutlich begünstigt durch eine deutliche Sauerstoffzunahme – die damaligen Vertreter fast aller heute existierenden Tierstämme inklusive ihrer seitdem nicht mehr veränderten morphologischen Baupläne entstanden. Zusätzlich wird davon ausgegangen, dass im Gegensatz zu früheren Annahmen die Besiedelung des Festlands durch moosartige Pflanzen (Bryophyten) und frühe Pilzformen wahrscheinlich bereits im Mittleren Kambrium einsetzte. Die rasche Zunahme der Biodiversität im Zuge der Kambrischen Explosion führte zu einem rapiden Anstieg des sogenannten Hintergrundaussterbens, das als permanente Begleiterscheinung der Evolution besonders im Kambrium ein sehr hohes Niveau erreichte.
Unter klimatischen Gesichtspunkten war das Kambrium eine Periode mit zum Teil extrem erhöhtem Vulkanismus, mit einem globalen Warmklima um 20 °C oder darüber und einer atmosphärischen CO2-Konzentration von mindestens 5000 ppm (bei verminderter Leuchtkraft der Sonne um etwa 5 Prozent). Diese Faktoren beeinflussten nachhaltig die chemische Beschaffenheit der Ozeane, so dass die marinen Lebensgemeinschaften durch Schwefeldioxid-Eintrag, Sauerstoffverknappung sowie Versauerung und damit verbundenem Absacken des pH-Werts häufig an ihre biologischen Grenzen gelangten. Zudem wurde gegen Ende der Epoche eine signifikante Störung des Kohlenstoffzyklus nachgewiesen. Insgesamt werden für das Kambrium mindestens zwei große und mehrere kleine Aussterbewellen angenommen. Davon betroffen waren neben anderen Tiergruppen vor allem Trilobiten (Dreilappkrebse), Conodonten und Brachiopoden (Armfüßer).
Paläogeographisch wurde die südliche Hemisphäre von dem im späten Neoproterozoikum (600 mya) entstandenen Großkontinent Gondwana dominiert, der mit einer Ausdehnung von 73 Millionen km² unter anderem die Landflächen beziehungsweise Kratone von Afrika, Südamerika, Indien, Australien und Antarktika in sich vereinte. Ebenfalls südlich des Äquators lagen die drei kleineren Kontinente Laurentia (umfasste Teile Nordamerikas und Grönlands) sowie Baltica und Sibiria. Auf der nördlichen Erdhälfte existierten zu dieser Zeit lediglich einige Mikrokontinente beziehungsweise Inselbögen, die sich aus dem weltumspannenden Panthalassa-Ozean erhoben.

#### Ordovizium (Beginn vor 485,4 Millionen Jahren)
Im unteren Ordovizium setzte sich das Warmklima des Kambriums fort und verzeichnete sogar eine weitere Temperaturzunahme. Die atmosphärische CO2-Konzentration lag zunächst bei 4000 bis 5000 ppm, und es herrschte auch in höheren Breiten ein sehr mildes Klima ohne Vereisungsspuren auf den damals in Südpolnähe liegenden Landflächen. Dies änderte sich mit Beginn des Ordovizischen Eiszeitalters (auch Hirnantische Eiszeit oder Anden-Sahara-Eiszeit) vor etwa 460 Millionen Jahren. Es wird angenommen, dass aufgrund der anfangs moderat verlaufenden Abkühlung der Sauerstoffgehalt in den Ozeanen deutlich anstieg, was wiederum – nach einem längeren Stillstand in der evolutionären Entwicklung – eine Zunahme der Artenvielfalt bewirkte. Die Kältephase erreichte ihr Maximum während der letzten ordovizischen Stufe des Hirnantiums (445,2 bis 443,4 mya) und endete im Silur vor 430 Millionen Jahren. Anhand glazialer Ablagerungen konnte die Drift des Großkontinents Gondwana über den Südpol in chronologischer Abfolge rekonstruiert werden. Das Zentrum der Vereisung lag vor 450 bis 440 Millionen Jahren auf der Arabischen Platte und in der heutigen Sahara, dehnte sich über die damals durchgehende Landverbindung westwärts in Richtung Südamerika (Brasilien und unteres Amazonasgebiet) aus und erreichte vor 430 Millionen Jahren in etwas abgeschwächter Form die Region der damals noch nicht existierenden Andenkette.

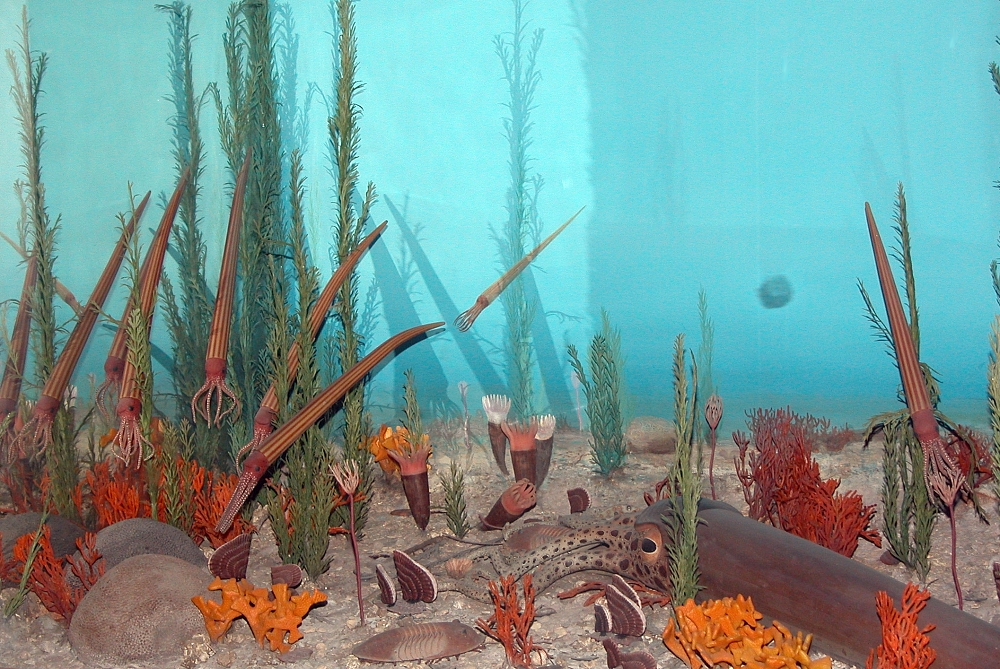
Marines Biotop im Ordovizium, Diorama im National Museum of Natural History (Washington)

Trotz einer Reihe konkurrierender Erklärungsansätze wird als Hauptgrund für die Entstehung des Eiszeitalters die zunehmende Vegetationsbedeckung angesehen. Der dichter werdende Pflanzenbewuchs entwickelte sich dabei zu einem elementaren Klimafaktor, da er die chemische Verwitterung der Erdoberfläche beschleunigte und so eine erhöhte Einbindung von atmosphärischem Kohlenstoffdioxid und eine damit gekoppelte weltweite Abkühlung in Gang setzte. Bis zum Hirnantium nahm die Oberflächentemperatur äquatorialer Ozeane um 8 °C ab, und die globale Durchschnittstemperatur sank auf 11 bis 13 °C. Ebenfalls rückläufig waren die CO2-Werte, die im späten Ordovizium zwischen 2000 und 3000 ppm lagen.
Parallel dazu geschah eines der folgenschwersten Massenaussterben der Erdgeschichte. Die Schätzungen zur Aussterberate der davon betroffenen Arten schwanken erheblich und belaufen sich auf bis zu 85 Prozent. In der Wissenschaft besteht größtenteils Einigkeit darüber, dass die biologische Krise gegen Ende des Ordoviziums auf einer Kombination verschiedener Faktoren beruhte, zu denen neben der Entstehung sauerstofffreier Zonen auch starke vulkanische Aktivitäten zählten. Deren Ausgasungen in Form von Schwefeldioxid könnten die ozeanischen Biotope erheblich geschädigt haben. Diese Annahme wird durch das Auftreten mehrerer Ozeanischer anoxischer Ereignisse gestützt, die während des Hirnantiums und im frühen Silur die marinen Lebensräume zusätzlich destabilisierten. Neuere Studien postulieren in dem Zusammenhang tiefgreifende geochemische Veränderungen, in deren Verlauf giftige Schwermetalle am Meeresgrund freigesetzt wurden, unter gleichzeitiger Reduzierung lebenswichtiger Spurenelemente wie Selen.

#### Silur (Beginn vor 443,4 Millionen Jahren)
Nach dem Abklingen des Ordovizischen Eiszeitalters herrschte im Silur ein weltweit warm-gemäßigtes Klima mit einem globalen Durchschnittswert von ungefähr 17 °C, das allerdings auch einige kurzzeitig auftretende Abkühlungsphasen an Land und in den Ozeanen verzeichnete. Da abgesehen von räumlich begrenzten Gletscherbildungen die Erde fast eisfrei war, lag der Meeresspiegel überwiegend auf einem hohen Niveau, und die Kontinentalränder wurden von ausgedehnten Flachmeeren überflutet.
Während der große Südkontinent Gondwana seine Position und Ausdehnung im Wesentlichen beibehielt, kam es im Untersilur zur Verschmelzung der inzwischen weiter nach Norden gewanderten Kontinentalplatten Laurentia und Baltica zum neuen Großkontinent Laurussia und damit zur Bildung des Kaledonischen Faltengebirges. Im Obersilur lösten sich mehrere Krustenblöcke (zusammengefasst unter der Bezeichnung Hun-Superterran) vom Nordteil Gondwanas und drifteten in Richtung Laurussia. Zwischen dem Hun-Superterran und Gondwana entstand – vorerst als schmaler Meeresarm – die Palaeotethys.
Diese tektonischen Prozesse gingen mit intensivem Vulkanismus einher, der geochemische und klimatische Anomalien in allen Lebensräumen hervorrief und den kurz- und langfristigen Kohlenstoffkreislauf nachhaltig beeinflusste. Daraus resultierten mehrere biologische Krisen und Aussterbe-Ereignisse, mit Schwerpunkt in der Wenlock-Serie (433,4 bis 427,4 mya). Betroffen waren vor allem die marinen Lebensformen der Conodonten und verschiedene Planktongruppen wie die Graptolithen, bei denen die Aussterberate stufenweise bis auf 95 Prozent anstieg. Gegen Ende des Silurs trat eine deutliche Abkühlung der Ozeane ein, gekoppelt mit einer Verlagerung der Tiefenwasserströmungen und dem Auftreten mehrerer Aussterbewellen.
Die Evolution der Landpflanzen machte während des Silurs rasche Fortschritte, auch im Hinblick auf ihr zunehmendes Größenwachstum. In dieser Zeit erschienen die ersten Gefäßpflanzen, Flechten und einfache Bärlapppflanzen. Gewächse mit echten Wurzeln wurden erstmals im Oberen Silur nachgewiesen. Damit nahm der Einfluss der Vegetation auf die Böden und gleichzeitig auf die Effektivität der Verwitterungsprozesse weiter zu.

#### Devon (Beginn vor 419,2 Millionen Jahren)

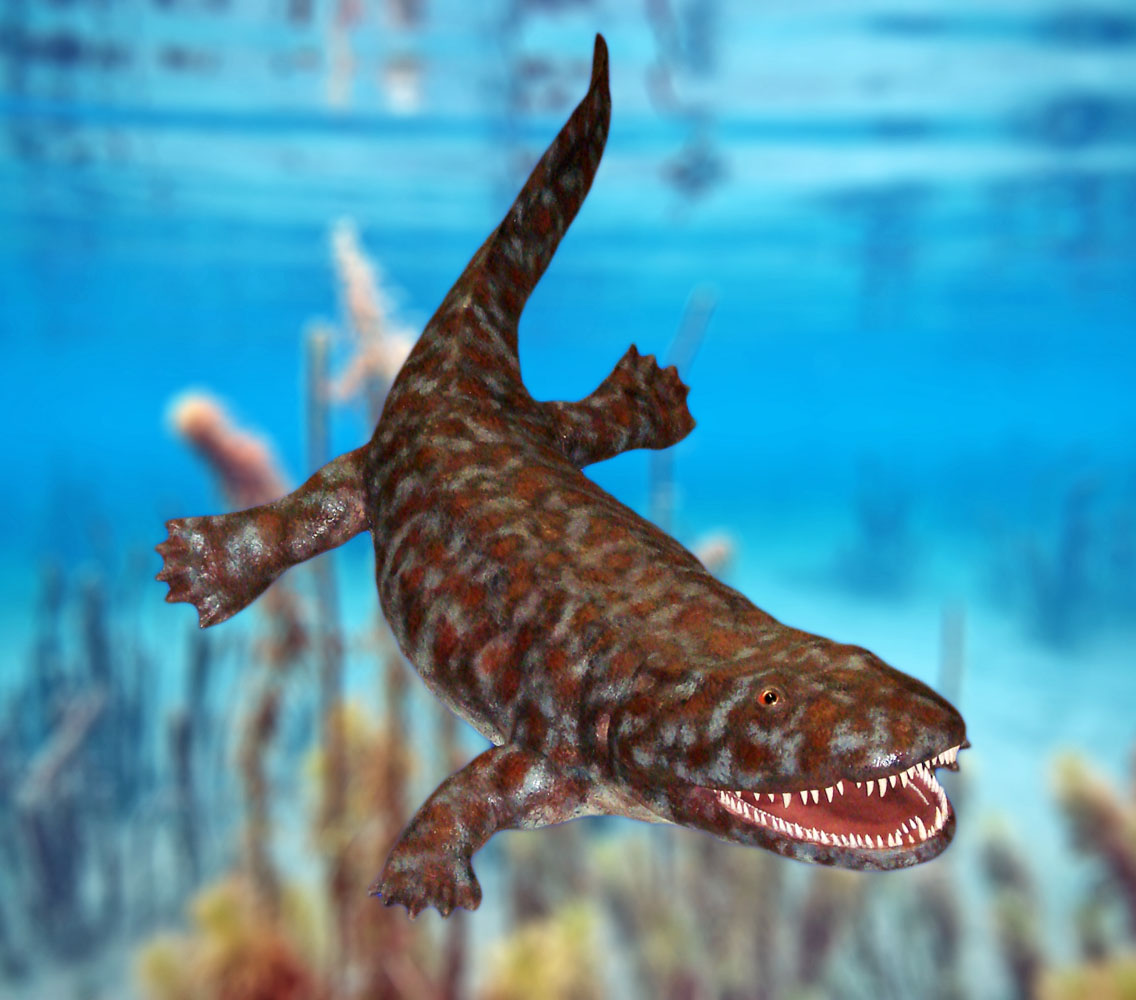
Lebendrekonstruktion von Ichthyostega

Das Devon verzeichnete besonders bei den Fischen eine rasche Zunahme der Biodiversität in den Ozeanen und zum Teil in Süßwasserbiotopen. Dies betraf vor allem die Klassen der Panzerfische (Placodermi) und der Stachelhaie. Ebenso begann die evolutionäre Entwicklung der Quastenflosser und Lungenfische. Vor 370 Millionen Jahren erschienen die ersten Landwirbeltiere, darunter die amphibisch lebende Gattung Ichthyostega. Im Oberdevon breiteten sich – zunächst in den Sumpf- und Feuchtgebieten der Tropen – weiträumige Waldlandschaften aus, und der Sauerstoffgehalt stieg durch die erhöhte Photosyntheserate von 17,5 Prozent im mittleren Devon auf 21/22 Prozent gegen Ende der Epoche. Im Gegenzug nahm die Kohlenstoffdioxid-Konzentration beständig ab. Zu Beginn des Devons bei 2000 ppm liegend, wurden erhebliche Mengen CO2 in den dichter werdenden Vegetationsgürteln gespeichert. Als zusätzlicher Faktor sorgten zahlreiche Umweltkrisen mit anoxischen und euxinischen Bedingungen in den Meeren dafür, dass organischer Kohlenstoff in umfangreiche, aus Faulschlamm entstandene Schwarzschiefersedimente eingelagert und auf diese Weise der Atmosphäre ebenfalls entzogen wurde.
Eine „Feinauflösung“ des Devons dokumentiert die Existenz von rund 20 mehr oder minder ausgeprägten Schwarzschieferhorizonten als Indiz für eine wiederholt auftretende Destabilisierung der Umwelt, die manchmal pauschal unter der Bezeichnung mittel- bis oberdevonische Biokrise firmiert. Mit zunehmendem Kenntnisstand fokussierte sich die Forschung auf zwei Schwerpunkte: zum einen auf das Kellwasser-Massenaussterben vor 372 Millionen Jahren sowie auf das mindestens gleichstarke Hangenberg-Ereignis vor 358,9 Millionen Jahren an der Schwelle zum Karbon.
Das Kellwasser-Ereignis (international auch Frasnian-Famennian Mass Extinction) verzeichnete eine Abnahme der Biodiversität um 70 bis 75 Prozent. Betroffen waren vor allem die Faunengruppen flacher tropischer Meere sowie etliche „Riffbauer“, weshalb die Anzahl der Korallenriffe weltweit deutlich abnahm. Darüber hinaus wurden die Bestände das Phytoplanktons so drastisch reduziert, dass dessen ursprüngliche Artenvielfalt erst wieder im Jura erreicht wurde. In der Fachliteratur finden sich die verschiedensten Szenarien für die Ursachen der oberdevonischen Krise, wie zum Beispiel eine durch die sinkende Kohlenstoffdioxid-Konzentration verstärkte Wirkung der Milanković-Zyklen, verbunden mit einem plötzlichen Umkippen des gesamten Klimasystems, oder der die Ozonschicht zerstörende Strahlungseinfluss einer erdnahen Supernova. Zusätzlich deuten Quecksilber-Anomalien auf einen Megavulkanismus während des Kellwasser-Ereignisses hin.
Mit dem Hangenberg-Ereignis, das ungefähr 100.000 bis 300.000 Jahre dauerte, vollzog sich der abrupte Wechsel von einer langen und relativ stabilen Warmklima-Phase in eine ausgeprägte Kaltzeit mit umfangreichen Vergletscherungen in den südlichen Regionen von Gondwana. Der Meeresspiegel sank um mindestens 100 Meter, und die atmosphärische CO2-Konzentration reduzierte sich um 50 Prozent. Aufgrund der Abkühlung und sauerstoffarmer Bedingungen in den Ozeanen kam es zum Zusammenbruch mehrerer Ökosysteme und zum Massensterben von Ammoniten, Brachiopoden (Armfüßer), Trilobiten, Conodonten, Stromatoporen, Ostrakoden (Muschelkrebse), Panzerfischen und frühen Landwirbeltieren (Tetrapoden).
Im späteren Devon trat erstmals in größerem Maßstab ein Naturphänomen auf, das fortan starken Einfluss auf die Vegetations- und Erdsystemprozesse ausüben sollte, nämlich die Entstehung von Wald- und Flächenbränden (in der Fachliteratur wildfire oder palaeo-wildfire). Die Funde fossiler Holzkohle im Umkreis der Devon-Karbon-Grenze belegen zunehmende Brandaktivitäten und damit entsprechend hohe Sauerstoffkonzentrationen.

#### Karbon (Beginn vor 358,9 Millionen Jahren)
Das dem Hangenberg-Ereignis folgende Tournaisium (358,9 bis 346,7 mya), die unterste chronostratigraphische Stufe des Karbons, verzeichnete einen Meeresspiegelanstieg mit einer erneuten Ausbreitung von Schelfmeeren sowie die Etablierung eines Warmklimas, das jedoch unter dem Niveau der Vorkrisenzeit lag. Die Temperaturkurve flachte im Mittleren Tournaisium deutlich ab und näherte sich dann dem Klimazustand des Permokarbonen Eiszeitalters. Als wahrscheinlich gilt, dass sich im Unterkarbon vor 350 bis 340 Millionen Jahren die Festlandsvereisung in der südlichen Hemisphäre bis zum 60. Breitengrad ausdehnte.
Eine Intensivierung der Kaltzeitbedingungen unter laufender Verringerung des CO2-Gehalts begann im Oberen Mississippium vor 325 Millionen Jahren und führte zum Vorstoß der Gletscher bis an den 40. südlichen Breitengrad. Diese Umweltsituation blieb im gesamten Pennsylvanium (323,2 bis 298,9 mya) bestehen. Die Analyse von Gesteinskonglomeraten (Diamiktit) stützt die Annahme, dass zeitweilige Vereisungsprozesse auch in höhergelegenen tropischen Regionen auftraten. In den letzten 10 bis 15 Millionen Jahren des Karbons wechselten sich in rascher Folge verschiedene Klimazustände ab, mit ausgeprägten Schwankungen der CO2-Werte zwischen 150 und 700 ppm und entsprechenden Fluktuationen des Meeresspiegels (Glazialeustasie). Die vermutlich von den periodischen Veränderungen der Erdbahnparameter gesteuerten Klimazyklen (mit einer Globaltemperatur von 12 bis 14 °C während einer Warmphase) wurden von einem stärker werdenden Trend zu Dürre- und Trockenperioden überlagert. Im Kasimovium vor 305 Millionen Jahren erfolgte im Zuge des ersten Massenaussterbens der Landvegetation ein weitgehender Zusammenbruch der in Äquatornähe angesiedelten Regenwälder. Die tropischen Wälder wurden bis auf einige Vegetationsinseln dezimiert, und ebenso verschwanden viele Feucht- und Sumpfgebiete. Vom Verlust dieser Biotope besonders betroffen waren Gliederfüßer, ein Großteil der damaligen Amphibien und frühe Reptilien mit semiaquatischer Lebensweise. Durch die Fragmentierung und Verödung vieler Lebensräume ging die Biodiversität der Landwirbeltiere an der Karbon-Perm-Grenze deutlich zurück.

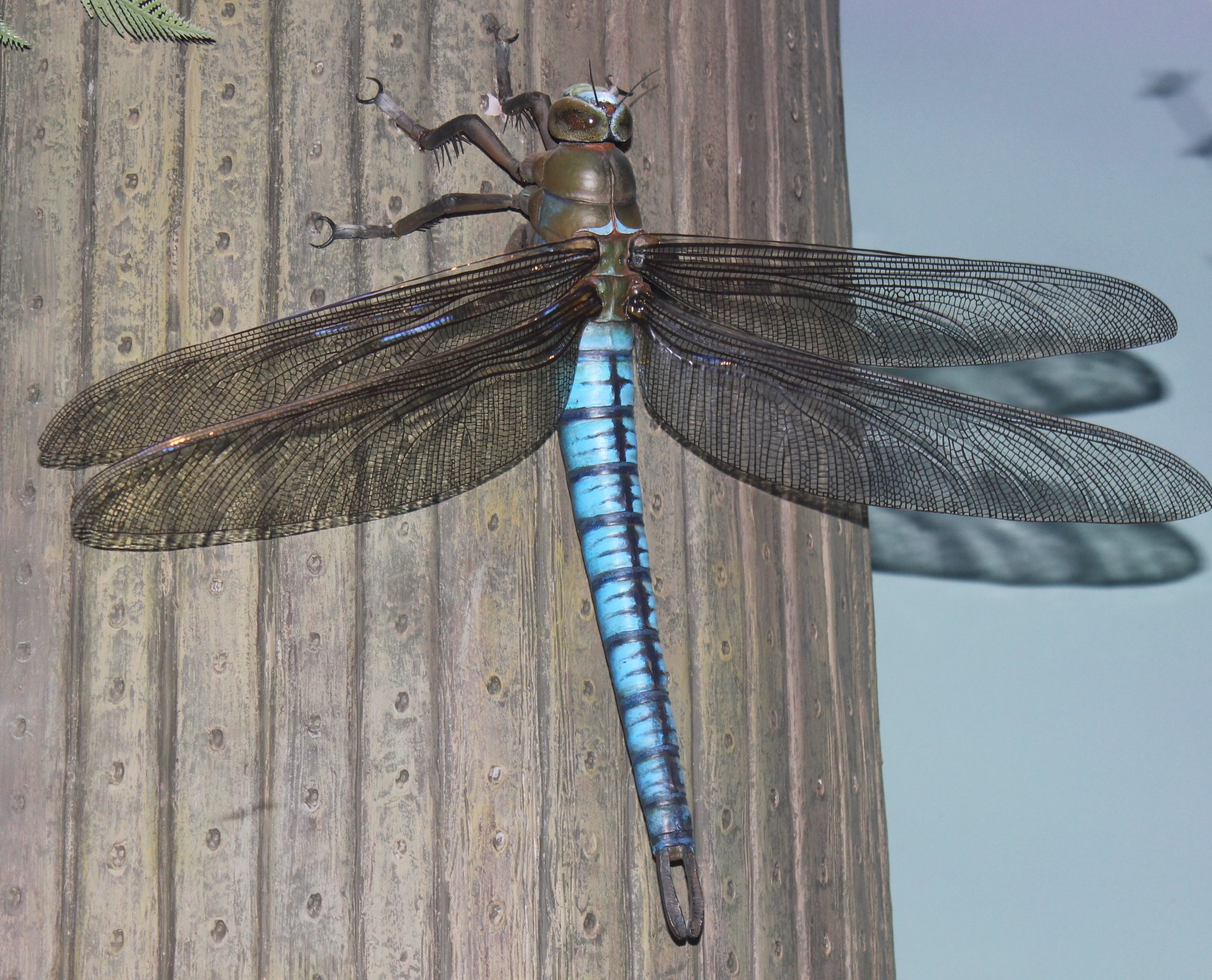
Darstellung der Riesenlibelle Meganeura aus dem Oberen Karbon

Die Entstehung des Permokarbonen Eiszeitalters hatte wahrscheinlich mehrere Ursachen. Ein wesentlicher Faktor war die in der „Steinkohlenzeit“ des Karbons weiter zunehmende Vegetationsbedeckung mit der Ausbreitung tief wurzelnder und das Erdreich aufspaltender Gewächse, die zum Teil, wie einige Bärlapppflanzen (Lycopodiopsida), 40 Meter Höhe erreichten. Die Kombination von verstärkter Bodenerosion mit umfangreichen Inkohlungsprozessen führte zu einer erheblichen Absenkung des CO2-Levels auf einen bis dahin einmaligen Tiefstwert. Darüber hinaus hatten sich vor etwa 310 Millionen Jahren die Großkontinente Laurussia und Gondwana endgültig zum Superkontinent Pangaea und damit zu einer riesigen Festlandsbarriere vereinigt, wodurch der Wasser- und Wärmeaustausch der äquatorialen Meeresströmungen unterbrochen wurde. Die vergletscherten Regionen im Süden von Gondwana beziehungsweise Pangaea verstärkten durch die Eis-Albedo-Rückkopplung den globalen Abkühlungsprozess zusätzlich. Eine wichtige Rolle könnte im Oberkarbon auch der Sauerstoffgehalt von 33 bis 35 Prozent gespielt haben, dessen hohe Konzentration nicht nur das Größenwachstum von Gliederfüßern wie der Riesenlibelle Meganeura oder des Tausendfüßers Arthropleura ermöglichte, sondern außerdem als Brandbeschleuniger für die vermutlich verheerendsten Feuersbrünste der Erdgeschichte wirkte, eventuell mit dem Nebeneffekt eines weltumspannenden, das Sonnenlicht dämpfenden Rauch- und Dunstnebels.

#### Perm (Beginn vor 298,9 Millionen Jahren)

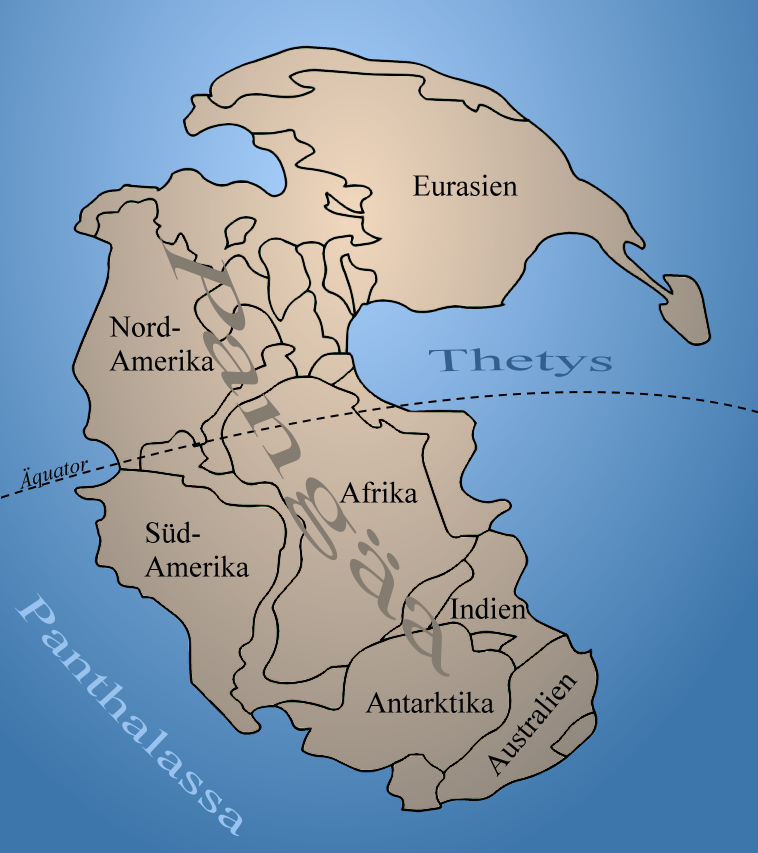
Der Superkontinent Pangaea im Unterperm vor ca. 280 Millionen Jahren

Im Unterperm verschmolz mit Sibiria die letzte „eigenständige“ Landmasse mit dem Superkontinent Pangaea. Danach erstreckte sich Pangaea von der Nordpolarregion bis in die Antarktis und beanspruchte einschließlich der Schelfmeere eine Fläche von 138 Millionen km². Im äquatorialen Bereich öffnete sich in Form einer riesigen Bucht nach Osten das Tethys-Meer (siehe nebenstehende Abbildung). Das heutige West- und Mitteleuropa lag zu dieser Zeit als Bestandteil des Superkontinents in unmittelbarer Äquatornähe und bewegte sich im Verlauf der Epoche aufgrund der Kontinentaldrift der gesamten Landmasse von etwa 5° südlicher auf 10° nördliche Breite.
Das Permokarbone Eiszeitalter dauerte bis weit in das Perm hinein und endete vor 265 bis 260 Millionen Jahren, wobei Teile des heutigen Australien offenbar von allen Festlandsbereichen am längsten von Eiskappen bedeckt waren. Eine neuere Untersuchung kommt zu dem Ergebnis, dass sich das atmosphärische CO2-Volumen im frühesten Perm weiter verringerte und für kurze Zeit auf etwa 100 ppm gesunken sein könnte. Falls sich diese Annahme bestätigt, rückte das Erdsystem damals in die Nähe jenes Kipppunkts, der den Planeten in eine globale Vereisung überführt hätte, analog zu den Schneeball-Erde-Ereignissen im Neoproterozoikum. Über die gesamte Dauer des Perms betrug der globale Temperaturdurchschnitt bei einem CO2-Gehalt von 900 ppm etwa 16 °C. Diese Angaben vermitteln jedoch ein falsches Bild, da die Schwankungsbreite der Globaltemperatur mindestens 10 °C betrug und demzufolge zwischen zwei Extremen pendelte.
Vor 260 Millionen Jahren kam es zum sogenannten Capitanium-Massenaussterben, nach derzeitiger Forschungslage ein weltweites Ereignis, das terrestrische und marine Bereiche gleichermaßen schädigte. Ein Zusammenhang mit den zeitgleich auftretenden Flutbasalten des Emeishan-Trapp im heutigen Südchina gilt in der Wissenschaft als sehr wahrscheinlich. Die Aktivitätszyklen des Trapps dauerten wahrscheinlich knapp zwei Millionen Jahre und bedeckten in diesem Zeitraum ein Gebiet von ungefähr 250.000 km² mit basaltischen Ablagerungen.
An der Perm-Trias-Grenze (251,9 mya) folgte das größte bekannte Massenaussterben der Erdgeschichte. Als Hauptursache gelten großflächige vulkanische Aktivitäten mit erheblichen Ausgasungen im Gebiet des heutigen Sibirien (Sibirischer Trapp), die mehrere Hunderttausend Jahre andauerten und dabei sieben Millionen Quadratkilometer mit Basalt bedeckten (möglicherweise im Verbund mit umfangreichen Kohlebränden und weltweiten Ablagerungen von Flugasche). Bis zum Ende der Epoche starben 95 Prozent aller Meeresbewohner und etwa 75 Prozent der Landlebewesen aus, darunter viele Insektenarten. Neben den Meerespflanzen wurde auch die Landvegetation so stark dezimiert, dass sich der Sauerstoffgehalt rasch auf 10 bis 15 Prozent verringerte.
Isotopenuntersuchungen deuten darauf hin, dass sich die Temperatur der oberen Meeresschichten und der bodennahen Atmosphäre infolge enormer Kohlenstoffdioxid- und Methan-Emissionen jeweils um mindestens 8 °C erhöhte. Als weitere mögliche Ursache für den Zusammenbruch fast aller Ökosysteme wird die Massenvermehrung von marinen Einzellern erwogen, die ihre Stoffwechselprodukte in Form von Halogenkohlenwasserstoffen, Schwefelwasserstoff oder Methan an die Atmosphäre abgaben. Laut einer 2018 veröffentlichten Studie fand das Massenaussterben innerhalb eines Zeitfensters von maximal 30.000 Jahren statt, möglicherweise beschränkt auf wenige Jahrtausende, und konnte mittels präziser Datierungsmethoden dem obersten Perm vor 251,94 Millionen Jahren zugeordnet werden.

### Mesozoikum (Erdmittelalter)

#### Trias (Beginn vor 251,9 Millionen Jahren)
Die biologischen, geophysikalischen und klimatischen Spätfolgen des Massenaussterbens an der Perm-Trias-Grenze reichten zum Teil bis in die Mittlere Trias. Während sich der Formenkreis der Ammoniten, Conodonten und Foraminiferen innerhalb von 1 bis 3 Millionen Jahren erholte, benötigten die meisten marinen Habitate 8 bis 10 Millionen Jahre zu ihrer Regeneration. Die schrittweise Erneuerung der durch extreme Erwärmung, Schadstoffe, sauren Regen und Sauerstoffverknappung geschädigten Ökosphäre („Recovery Phase“) wurde mit Schwerpunkt in den chronostratigraphischen Unterstufen Smithium und Spathium durch weitere Umweltkrisen und Aussterbe-Ereignisse mehrmals unterbrochen. Am deutlichsten wird dies an der verzögerten Ausbreitung der Wälder (überwiegend bestehend aus Schachtelhalmen, Ginkgos, Baumfarnen und zunehmend Cycadeen), die erst nach 15 Millionen Jahren wieder größere Areale umfassten. Ein das Vegetationswachstum hemmender Faktor war zudem eine quer durch Pangaea laufende aride Zone zwischen 50° nördlicher und 30° südlicher Breite, in der stellenweise Temperaturen von 35 bis 40 °C herrschten.

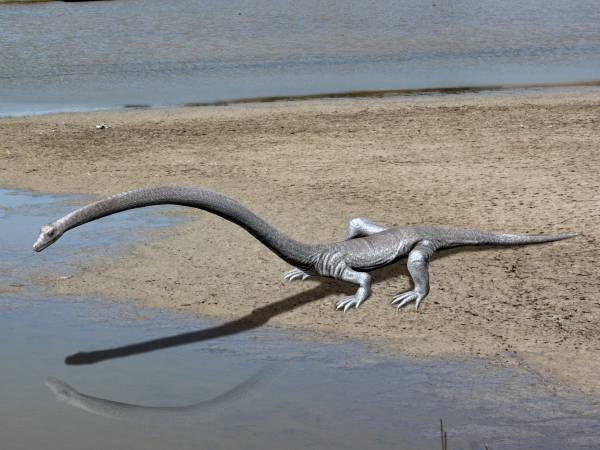
Darstellung des etwa 6 Meter großen „Giraffenhals-Sauriers“ Tanystropheus aus der Mittel- und Obertrias

Mit der Trias begann das über große Teile von einem Warmklima geprägte Mesozoikum, wobei die globalen Durchschnittstemperaturen (bei einem CO2-Level im Bereich von 1000 ppm) nach anfänglichen heftigen Fluktuationen zunächst 2 bis 3 °C über den Werten des bisherigen 21. Jahrhunderts lagen. Korrespondierend mit dem lange bestehenden Vegetationsdefizit betrug der Sauerstoffgehalt über die Dauer der Periode kaum mehr als 16 Prozent, und auch in den Meeren herrschten besonders im ersten Drittel der Trias noch vielfach hypoxische (sauerstoffarme) Bedingungen. In der Oberen Trias entwickelten sich die Frühformen noch relativ kleinwüchsiger Flugsaurier (Pterosauria), und bereits einige Millionen Jahre vorher erschienen ab der Mittleren Trias die ersten Dinosaurier, darunter auch größere Sauropoden, die anfangs fast ausschließlich die relativ gemäßigten Klimazonen nördlich und südlich des Äquators bevölkerten. In den Tropengebieten lebten hingegen überwiegend Reptilien, die nicht zur Gruppe der Dinosaurier gehörten. Paläontologische Untersuchungen ergaben, dass im Äquatorbereich vor 215 bis 205 Millionen Jahren regelmäßig Dürreperioden auftraten, oft im Verbund mit großflächigen Bränden. Eine üppige und stabile Vegetationsbedeckung als Lebensgrundlage großer Pflanzenfresser konnte sich daher nicht dauerhaft etablieren.
Bis auf die Abspaltung einiger Terran-Gruppen änderte sich am Erscheinungsbild Pangaeas über Jahrmillionen nur wenig. Gegen Ende der Trias kündigte sich jedoch mit der beginnenden Öffnung des späteren Zentralatlantiks ein geologisches Großereignis an. Entlang der Plattenränder des heutigen Nordamerikas und Europas entstanden ausgedehnte, bis nach Nordafrika reichende Grabenbrüche (Riftsysteme) mit ersten marinen Ingressionen. Aus dieser Entwicklung resultierte an der Trias-Jura-Grenze die Entstehung der 11 Millionen km² umfassenden Zentralatlantischen Magmatischen Provinz (Central Atlantic Magmatic Province, abgekürzt CAMP), deren Magmaausflüsse zu den ergiebigsten der bekannten Erdgeschichte zählen. Dieser plattentektonische Prozess setzte ein erstes Zeichen für den allmählichen Zerfall des Superkontinents mit gravierenden Folgen für das Klima und die Biosphäre.

#### Jura (Beginn vor 201,3 Millionen Jahren)
Der Jura wurde in der Fachliteratur lange als relativ ruhige, ereignisarme und klimatisch stabile Epoche beschrieben, in der sich der Formenkreis der Dinosaurier und frühe Säugetiere evolutionär entfalten konnten. Diese Einschätzung änderte sich jedoch in den letzten Jahrzehnten grundlegend. Im Licht neuerer Erkenntnisse war der mittlere Abschnitt des Mesozoikums eine Zeit umfangreicher tektonischer Prozesse und vulkanischer Aktivitäten, großer Meeresspiegelschwankungen sowie rasch verlaufender Erwärmungs- und Abkühlungsphasen einschließlich möglicher Vergletscherungen in höheren Breiten.
Die im Umkreis der Trias-Jura-Grenze einsetzende Flutbasalt-Freisetzung der Zentralatlantischen Magmatischen Provinz gilt als primäre Ursache für das damit einhergehende und zu den „Big Five“ zählende Massenaussterben mit einem Artenschwund von annähernd 70 Prozent. Vollständig verschwanden in den Meeren die Conodonten, und an Land wurden die nicht zu den Dinosauriern zählenden Archosauria weitgehend dezimiert. In erheblichem Umfang betroffen waren auch andere Reptilien aus der Gruppe der Diapsida, viele Amphibien sowie einige Vorläufer der Säugetiere. Mehrere Studien kamen zu dem Ergebnis, dass der Schwerpunkt des Massenaussterbens etwa 100.000 Jahre vor der eigentlichen Flutbasaltphase angesetzt werden müsste. Demnach begann die Umweltkrise mit einem intrusiven Stadium, in dessen Verlauf umfangreiche Magmaströme in Evaporit- und Carbonatlagerstätten eindrangen und über Zeiträume von einigen tausend oder zehntausend Jahren durch Kontaktmetamorphose die Ausgasung von erheblichen Mengen Kohlenstoff- und Schwefeldioxid bewirkten. Dies führte im nächsten Schritt zu einer weltweiten Erwärmung um ungefähr 4 bis 6 °C und gleichzeitig zu einer Versauerung der Ozeane mit einer Biokalzifikationskrise zu Lasten Kalkschalen bildender Meeresorganismen sowie möglicherweise zu einer länger anhaltenden Freisetzung von bakteriell erzeugtem Methan und Schwefelwasserstoff aus anoxischen marinen Zonen.

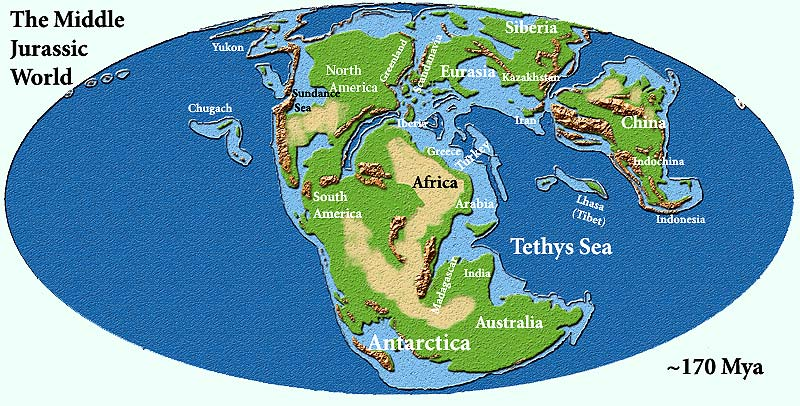
Anordnung der Kontinente im Mittleren Jura

Weitere vulkanische Aktivitätszentren entstanden im Gebiet des heutigen Südafrika sowie in Proto-Antarktika in Form der Karoo-Ferrar-Magmaausflüsse mit einer Hauptaktivität vor 184 bis 175 Millionen Jahren im Mittleren Jura. Diese Prozesse waren mit Grabenbruchbildungen verknüpft, bedeckten 3 Millionen Quadratkilometer mit magmatischen Ablagerungen und führten in der Folge zu rasch verlaufenden Erwärmungs- und Abkühlungsperioden mit einer Dauer von jeweils 0,5 bis 1,0 Millionen Jahren.
Für die Zeit des Mittleren und Oberen Jura verweisen verschiedene Proxydaten auf klimatische Instabilitäten mit einem zeitweiligen Rückgang der Kohlenstoffdioxid-Konzentration von 700 ppm auf etwa 500/400 ppm und auf eine eventuelle Vergletscherung polarnaher Regionen der nördlichen Hemisphäre. Andere Publikationen gehen von einer moderaten Abkühlung aus und halten in dem Zusammenhang die Existenz größerer Eiskappen für unwahrscheinlich. Ein wichtiges Indiz für den Nachweis einer Glazialphase sind die stark ausgeprägten Hebungen und Senkungen des Meeresspiegels, die aufgrund ihres sehr raschen Wechsels tektonisch bedingte Änderungen des Ozeanbeckenvolumens in den meisten Fällen ausschließen. Eine umfassende Analyse der ozeanischen Trends im Jura kommt zu dem Schluss, dass die prägnanten Meeresspiegelschwankungen (vorwiegend im Bereich von 25 bis 75 Metern) ohne die Annahme großer Eisschilde kaum zu erklären sind.

#### Kreide (Beginn vor 145,0 Millionen Jahren)
Die 79 Millionen Jahre umfassende kreidezeitliche Periode gilt vielfach als archetypisches Beispiel eines permanenten Tropenklimas bis in höhere Breiten. Diese Sichtweise wird jedoch zunehmend in Frage gestellt, wobei der Einfluss mancher Umweltfaktoren in einigen Fällen noch nicht hinreichend geklärt ist (zum Beispiel Paläotopographie der Kontinente, Meeresspiegelhöhe oder Methanfreisetzung). Dessen ungeachtet wird in der Wissenschaft derzeit die Auffassung vertreten, dass die CO2-Konzentration über die Gesamtdauer der Kreide zum Teil über- und im Hinblick auf ihre Schwankungsbreite unterschätzt wurde. Zwar kam es im Klimaoptimum der Oberen Kreide – möglicherweise unter Mitwirkung einer lang anhaltenden Superplume-Aktivität im Westpazifik – bei CO2-Werten zwischen 1000 und 1500 ppm zur wahrscheinlich stärksten Treibhausphase des Phanerozoikums; demgegenüber wird für die Untere Kreide eine Reihe signifikanter Abkühlungsphasen postuliert. So könnte im Aptium (126,3 bis 112,9 mya) laut einer Untersuchung für längere Zeit eine Meereisbedeckung der nordpolaren Regionen existiert haben. Eine 2019 veröffentlichte, breit angelegte geologische Auswertung verschiedener stratigraphischer Schichten in Südaustralien zieht ebenfalls den Schluss, dass auf dem Kontinent im Verlauf der Unterkreide relativ umfangreiche Gletscherbildungen stattfanden. Diese Beurteilung basiert auf dem Nachweis von Tilliten, Dropstones, Diamiktit und Glendonitkristallen, deren Entstehung zweifelsfrei auf glaziogenen Prozessen beruht.
Eine Besonderheit der Kreide war die Häufung von ozeanischen anoxischen Ereignissen, wobei jenes an der Cenomanium-Turonium-Grenze (93,9 mya) globale Dimensionen erreichte und sich wahrscheinlich zur tiefgreifendsten Störung des Kohlenstoffkreislaufs der letzten 100 Millionen Jahre entwickelte. Während der anoxischen Umweltkrise, verknüpft mit einem zeitlich begrenzten Temperaturrückgang um etwa 4 °C, wurden verschiedene Planktonarten und Riffbauer sowie die Klasse der Cephalopoden (darunter Ammoniten und Belemniten) stark dezimiert, und mit der Gattung Platypterygius starben die letzten Vertreter der Ichthyosaurier aus.

Die Nordbewegung der Indischen Platte

Nach dem Zerfall Pangaeas war auch der seit dem späten Neoproterozoikum existierende Großkontinent Gondwana zunehmenden Auflösungserscheinungen unterworfen, am deutlichsten erkennbar an der Öffnung des Südatlantiks mit der Trennung von Afrika und Südamerika. Der indische Subkontinent, ursprünglich weit in der südlichen Hemisphäre gelegen und unmittelbar an Australien und Antarktika grenzend, spaltete sich ebenfalls ab und wanderte mit der für plattentektonische Prozesse hohen Geschwindigkeit von 20 cm pro Jahr in Richtung des eurasischen Festlands. Einer verbreiteten Theorie zufolge passierte die Indische Platte im Maastrichtium auf ihrem Weg nach Norden einen sogenannten Hotspot („Reunion-Hotspot“). Daraus resultierte die Entstehung des Dekkan-Trapps, eine magmatische Großprovinz mit einer ehemaligen Ausdehnung von 1,5 Millionen Quadratkilometern. Die vulkanischen Ausgasungen waren nicht nur für die kurzzeitigen Klimaschwankungen in der späten Kreide verantwortlich, sondern einigen Hypothesen zufolge auch für das Massenaussterben an der Kreide-Paläogen-Grenze vor 66 Millionen Jahren.
In der neueren Fachliteratur überwiegt hingegen die durch umfangreiche Belege gut dokumentierte Ansicht, dass die Auslöschung der (Nicht-Vogel-)Dinosaurier sowie von 75 Prozent der übrigen Arten auf den Impakt eines etwa 14 km großen Asteroiden zurückgeht, der mit einer Energiefreisetzung von 3×1023 Joule im heutigen Golf von Mexiko detonierte und den 180 km großen Chicxulub-Krater hinterließ. Durch die Wucht der Explosion wurden mehr als zehntausend Kubikkilometer Auswurfmassen bis in die Stratosphäre geschleudert, um anschließend als glühende Ejekta rund um den Erdball niederzugehen. Neben den Primärfolgen des Impakts wie Megatsunamis, Erdbeben der Stärke 11 oder 12 sowie einer überschallschnellen Druckwelle entstanden auf allen Kontinenten die Lufthülle stark erhitzende Großfeuer. Danach legte sich innerhalb kurzer Zeit um den Planeten eine dichte Wolke aus Ruß- und Staubpartikeln, die das Sonnenlicht über Monate oder Jahre hinweg absorbierte und einen globalen Temperatursturz auslöste, der vermutlich von einer Schicht aus Schwefelsäure-Aerosolen zusätzlich verstärkt wurde.
Die weltweite Umweltkrise erfasste alle ökologischen Nischen und traf in den Ozeanen vor allem die Ammoniten, die großen Meeresreptilien wie Plesio- oder Mosasaurier, fast alle kalkschalenbildenden Foraminiferen sowie verschiedene Planktongruppen (→ Aussterbe- und Überlebensmuster am Beispiel des Chicxulub-Einschlags). Mit dieser Zäsur und dem Verschwinden der bis dahin dominierenden Arten endete zusammen mit der Kreide auch das Mesozoikum. Die verwaisten Lebensräume wurden in der frühen Erdneuzeit zum Schauplatz einer raschen Regenerationsphase mit einer Vielzahl neuer evolutionärer Entwicklungslinien.

### Känozoikum (Erdneuzeit)

#### Paläogen (Beginn vor 66,0 Millionen Jahren)

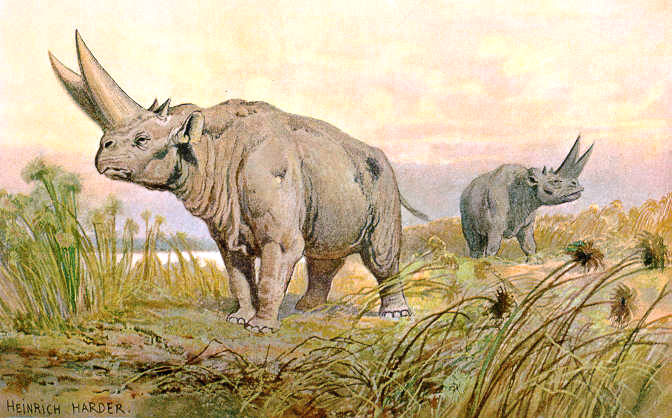
Zeichnerische Darstellung von Arsinoitherium zitteli, Lebensraum hauptsächlich Afrika (Oberes Eozän bis Oligozän)

Das Paläogen (mit den drei Serien Paläozän, Eozän und Oligozän) wies nach dem folgenschweren Asteroideneinschlag anfangs rasch wechselnde und sich nur allmählich stabilisierende Klimabedingungen auf, wobei die Regeneration der terrestrischen Biotope offenbar schneller erfolgte als die Erneuerung der Ozeane einschließlich der Tiefsee, die wahrscheinlich mehr als eine Million Jahre benötigte. Außer den Vögeln profitierten vor allem die Säugetiere von den freigewordenen ökologischen Nischen. Sie verzeichneten bereits 0,4 bis 1,0 Millionen Jahre nach dem Massenaussterben an der Kreide-Paläogen-Grenze eine erste Zunahme der Biodiversität sowie im weiteren Verlauf des Känozoikums ein stetiges Größenwachstum. Auch die Vegetationsbedeckung der Landflächen erreichte bald wieder den früheren Zustand. Nachdem sich in der Kreide neben der stammesgeschichtlich älteren Flora zunehmend „moderne“ Gewächse wie Ahorn, Eiche und Walnuss etabliert hatten, nahm die Ausbreitung von Blütenpflanzen (Angiospermen) und Süßgräsern ebenfalls weiter zu.
Für das frühe Paläogen wird auf der Basis von Multiproxy-Auswertungen ein Warmklima angenommen, das mit einer CO2-Konzentration um 600 ppm ungefähr jenem der späten Kreide entsprach. Nach einer kurzen Abkühlungsperiode (≈ 59 mya) begann vor 55,8 Millionen Jahren mit dem Paläozän/Eozän-Temperaturmaximum (PETM) die stärkste Erwärmungsphase im Känozoikum mit einer weltweiten Temperaturzunahme von 6 bis 8 °C, wobei neuere Analysen noch höhere Werte ansetzen. Die maximal 200.000 Jahre andauernde Wärmeanomalie wurde durch den kurzfristigen Eintrag von mehreren tausend Gigatonnen Kohlenstoffdioxid und Methan in die Atmosphäre ausgelöst und beeinflusste nachhaltig die Paläoökologie des gesamten Planeten. Quelle dieser Emissionen waren vulkanische Ausgasungen, instabil gewordene Methanhydrat-Lagerstätten auf den Kontinentalsockeln oder tauende Permafrostböden. Als Hauptursache für die abrupt auftretende Erwärmung gilt vielfach die Entstehung der nordatlantischen magmatischen Großprovinz (englisch North Atlantic Igneous Province), die während der Bildung und Ausdehnung des Nordatlantiks beziehungsweise der Trennung von Grönland und Europa entstand. Die magmatischen Prozesse begannen bereits im unteren Paläozän (etwa 64 bis 63 mya), wiesen mehrere erhöhte Aktivitätszyklen auf und bedeckten weiträumig Teile von Grönland, Island, Norwegen, Irland und Schottland mit Flutbasalt-Ablagerungen. Zwei Millionen Jahre nach dem PETM ereignete sich mit dem Eocene Thermal Maximum 2 (ETM-2) eine weitere und nur unwesentlich schwächere Treibhausphase mit einer Dauer von ebenfalls 170.000 bis 200.000 Jahren.
Während des Eozäns wies das Klima einen weitgehend tropischen Charakter auf, sodass sowohl in der Arktis als auch in der Südpolarregion vorerst keine nennenswerten Eisbedeckungen entstanden. Nach dem Azolla-Ereignis (50/49 mya), das im Zusammenspiel mit anderen Faktoren eine deutliche CO2-Reduktion bewirkte, begann ausgehend von einem sehr hohen Temperaturniveau ein allmählicher und fast schleichender Abkühlungsprozess. Ausgeprägte Klimaschwankungen blieben vorerst auf die höheren Breitengrade beschränkt. Für die Antarktis ist eine Kaltzeit-Episode vor 41 Millionen Jahren belegt, und Funde von Dropstones grönländischer Herkunft in Tiefseesedimenten des Nordatlantiks deuten auf die zeitweilige Existenz von Kontinentaleis vor 38 bis 30 Millionen Jahren auf Grönland hin. Der Umschwung von warm- in kaltzeitliche Klimata beschleunigte sich am Eozän-Oligozän-Übergang (33,9 bis 33,7 mya) erheblich. In diesem Zeitraum kam es zu einem rapiden Abfall der atmosphärischen CO2-Konzentration, verbunden mit einer weltweiten Abkühlung, einem Rückgang des Meeresspiegels um 30 Meter sowie zu einem großen Artensterben (Grande Coupure), von dem 60 Prozent der eozänen Säugetiergattungen in Europa betroffen waren. Ein wesentlicher Faktor dieses Wechsels war die Entstehung der heute etwa 480 Seemeilen breiten Drakestraße, die den Atlantik mit dem Pazifischen Ozean verbindet. Bis in das spätere Eozän existierte zwischen den ehemals gondwanischen Kontinentalblöcken Antarktika und Südamerika eine Landverbindung, bevor sich die Drakestraße allmählich zu öffnen begann. Dadurch entstand im Südpolarmeer der antarktische Zirkumpolarstrom, der Antarktika von nun an im Uhrzeigersinn umkreiste, den Kontinent von der Zufuhr wärmeren Meerwassers abschnitt und somit thermisch isolierte. Die im frühen Oligozän verstärkt einsetzende Vergletscherung des südpolaren Festlands markiert den Beginn des Känozoischen Eiszeitalters (→ #Das aktuelle Eiszeitalter).
Aufgrund des Wachstums der Eisschilde vor allem in der südlichen Hemisphäre kam es zur Verlandung zahlreicher Schelfmeere. So fiel am Beginn des Oligozäns die Turgaistraße trocken, die über Millionen Jahre als Flachmeer die Grenze zwischen Asien und Europa gebildet hatte. Ungefähr zur selben Zeit fand der lange isolierte Arktische Ozean nach einem Übergangsstadium als Brackwassermeer mit dem Einströmen von salzhaltigem Nordatlantikwasser Anschluss an die globale Meereszirkulation. Für das spätere Oligozän wird eine CO2-Konzentration im Bereich von 400 bis 450 ppm angenommen, verbunden mit subtropischen Bedingungen bis in mittlere Breiten. Diese Erwärmungstendenz kam allerdings in der Südpolarregion kaum zur Geltung. Vieles deutet darauf hin, dass der Kernbereich des antarktischen Eisschilds zu dieser Zeit bereits eine Ausdehnung erreicht hatte, die mit verminderter Empfindlichkeit gegenüber globalen Klimaeinflüssen einherging.

#### Neogen (Beginn vor 23,03 Millionen Jahren)

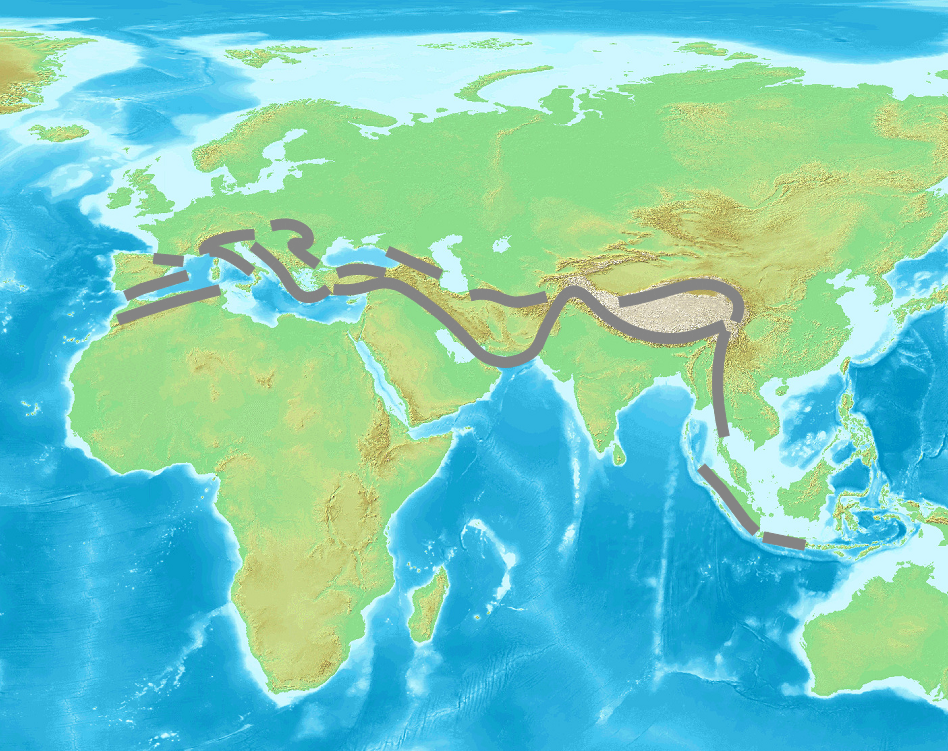
Verteilung geologisch junger Faltengebirge in Europa und Asien

Das in die Serien Miozän und Pliozän untergliederte Neogen stand im Zeichen umfassender Gebirgsbildungen (→ Alpidische Orogenese). Nachdem der Indische Subkontinent bereits im Unteren Eozän mit der Eurasischen Platte kollidiert war, driftete der Kontinentalblock während des Miozäns weiter nach Norden und bewirkte dabei die bis in die Gegenwart anhaltende Auffaltung des Himalaya. Die Afrikanische Platte verlagerte sich ebenfalls nordwärts und löste neben einer fortschreitenden Schrumpfung des eurasischen Randmeers Paratethys eine Welle von Auffaltungsprozessen mit dem Höhepunkt im Oligozän/Miozän aus (unter anderem Alpen, Karpaten und Apennin). Daneben war auch Nordamerika mit der Entstehung der Rocky Mountains der Schauplatz einer großflächigen Gebirgsbildung.
Nach dem Klimaoptimum des späteren Oligozäns kam es im zeitlichen Umkreis der Oligozän-Miozän-Grenze zu einer rund 2 Millionen Jahre währenden Phase kühlerer Temperaturen, verbunden mit einem Wachstum der antarktischen Eisbedeckung und entsprechender Absenkung des Meeresspiegels. Im weiteren Verlauf des Miozäns war das Klima starken Schwankungen unterworfen. Während des miozänen Klimaoptimums vor 17 bis 15 Millionen Jahren stieg der CO2-Gehalt von 350/400 ppm auf Werte um 500 ppm. Im Zuge der weltweiten Erwärmung, wahrscheinlich verursacht von den massiven CO2-Ausgasungen des Columbia-Plateaubasalts, wurden die Waldhabitate zurückgedrängt, und an ihre Stelle traten Steppen- und Graslandschaften. In dieser Zeit begann die Ausbreitung der an aride Bedingungen angepassten C4-Pflanzen (vor allem Gräser), die für die Photosynthese erheblich weniger Kohlenstoffdioxid benötigen als C3-Pflanzen, deren existenzgefährdende Untergrenze bei etwa 150 ppm liegt. Die im Oligozän beginnende Evolution des C4-Stoffwechsels gilt als biochemische Anpassung an vermehrt auftretende Dürreperioden sowie als Reaktion auf den Rückgang der CO2-Anteile im Neogen.

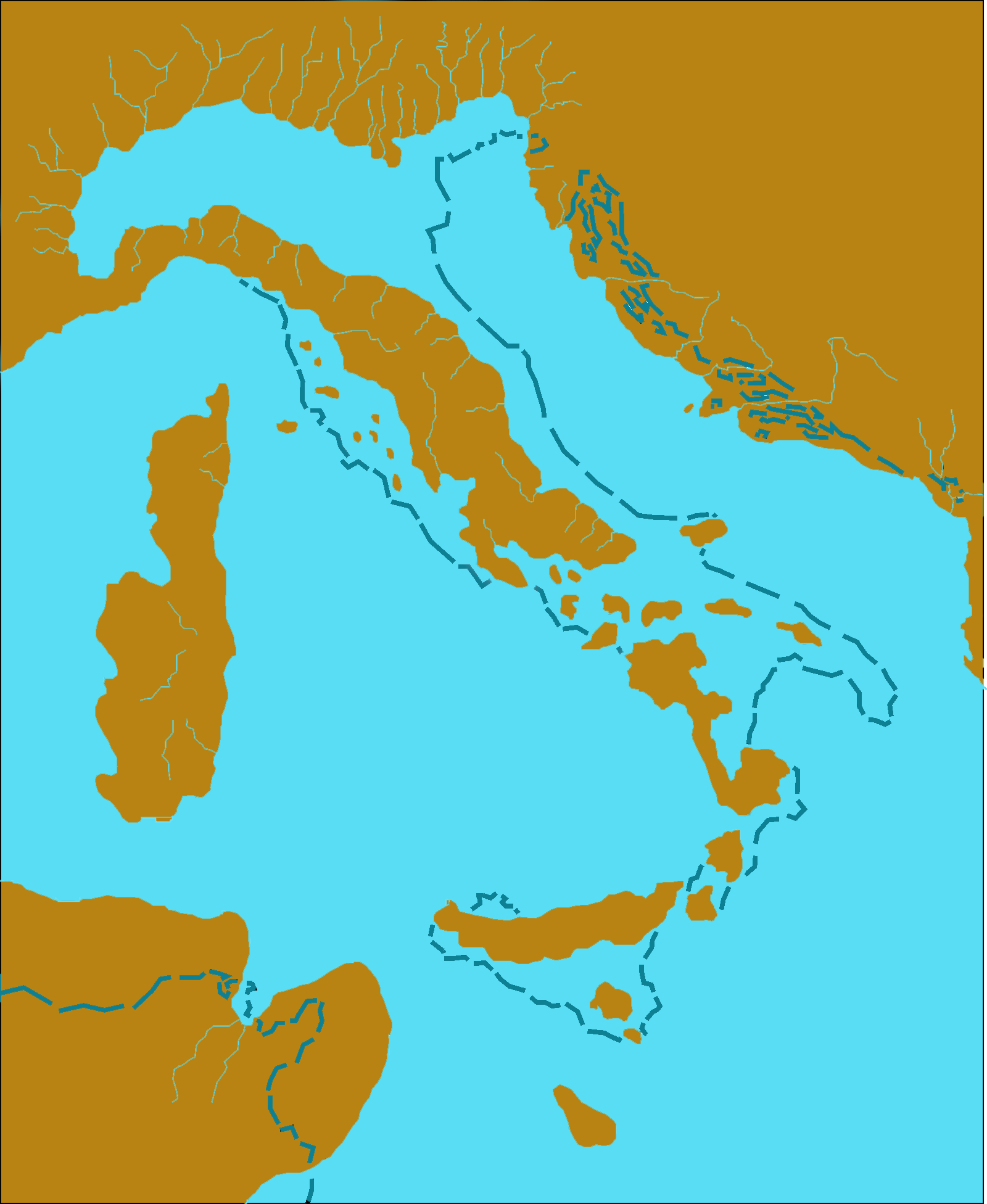
Adriatisches Meer im Pliozän bei 20 Meter höherem Meeresspiegel

Am Ende des Klimaoptimums vor 14,8 Millionen Jahren sank die CO2-Konzentration unter dem Einfluss starker Erosions- und Verwitterungsprozesse wieder auf 400 ppm, und mit einem raschen Temperaturrückgang von 7 °C in Mitteleuropa begann global eine kühlere Klimaphase mit einer erneuten Ausbreitung des antarktischen Eisschilds. Dennoch lagen vor 14 bis 12,8 Millionen Jahren die Temperaturen in der Antarktis immer noch 25 °C bis 30 °C über dem gegenwärtigen Niveau, ehe die Region von einem Kälteeinbruch erfasst wurde. Im späten Miozän herrschte in großen Teilen Europas ein relativ mildes und trockenes Klima. Jedoch entwickelten sich in der Zeit vor 10,2 bis 9,8 Millionen Jahren und nochmals vor 9,0 bis 8,5 Millionen Jahren zwei „Waschküchen-Phasen“, in denen das Klima subtropischer und mit jährlichen Niederschlagsmengen von teilweise über 1500 mm deutlich feuchter wurde. Als Ursache werden vor allem weiträumige Verlagerungen ozeanischer Zirkulationsmuster im Bereich des Atlantiks vermutet.
In der ersten Hälfte des Pliozäns lag die Globaltemperatur ungefähr 2 bis 3 °C über dem vorindustriellen Niveau, mit einem um etwa 20 Meter höheren Meeresspiegel als gegenwärtig, und die CO2-Konzentration fluktuierte im selben Zeitraum zwischen 365 und 415 ppm. Ein geologisch bedeutendes Ereignis mit teils noch ungeklärten klimatischen Folgen war die Schließung der Straße von Gibraltar und das dadurch verursachte mehrmalige Austrocknen des Mittelmeers und dessen Umwandlung in eine Salzwüste (Messinische Salinitätskrise) an der Grenze zwischen Miozän und Pliozän vor rund 6 bis 5 Millionen Jahren.
Im späten Pliozän vor 3,2 Millionen Jahren kündigte sich mit einer allmählichen Abkühlung über mehrere hunderttausend Jahre das bevorstehende Quartäre Eiszeitalter an. Mit der Tendenz zu schneereichen Wintern und kühleren Sommermonaten begann die von der Eis-Albedo-Rückkopplung verstärkte Gletscherbildung auf der Nordhemisphäre.

## Das aktuelle Eiszeitalter
Während des ca. 541 Millionen Jahre dauernden Phanerozoikums betrug der zeitliche Anteil der in diesem Äon aufgetretenen drei Eiszeitalter rund 30 Prozent, gemessen an der Gesamtdauer der Erdgeschichte einschließlich der Kaltzeiten im Präkambrium ungefähr 11 bis 12 Prozent. Nach gebräuchlicher Definition ist ein Eiszeitalter ein Zeitabschnitt, in dem die Festlandsbereiche mindestens einer Polarregion vergletschert beziehungsweise von Eisschilden bedeckt sind. Es umfasst sowohl die Kaltzeiten als auch die dazwischenliegenden Warmzeiten (Interglaziale). Eine weitere Unterteilung erfolgt dabei auf Grundlage der Begriffe Stadial und Interstadial. Als Stadial wird eine Kältephase während eines Glazials oder Interglazials bezeichnet (meist verbunden mit einer Zunahme der Eisbedeckung), während ein Interstadial als relativ kurze Warmphase zwischen zwei Stadialen innerhalb eines Glazials definiert wird. Als Hauptursache für den regelmäßigen Wechsel der Kalt- und Warmzeiten im Quartär gilt die sich periodisch verändernde Sonneneinstrahlung auf das Erdsystem (→ #Milanković-Zyklen).
Die erste größere Vergletscherung der antarktischen Festlandsbereiche war gleichbedeutend mit dem Beginn des Känozoischen Eiszeitalters und erfolgte im Zuge einer raschen globalen Abkühlung am Eozän-Oligozän-Übergang vor 33,9 bis 33,7 Millionen Jahren. Die bei einem CO2-Schwellenwert um 600 ppm einsetzende, aber noch stark schwankende Vereisung der südpolaren Gebiete wurde anfangs in erheblichem Umfang von den periodischen Veränderungen der Erdbahnparameter gesteuert.
Die Quartären Kaltzeitzyklen begannen vor etwa 2,6 Millionen Jahren und führten zur weiträumigen Vereisung der nordpolaren Regionen einschließlich Grönlands. Einige Studien konstatieren eine erste Abkühlungsphase im späten Pliozän (3,2 mya) und eine zweite nach Beginn des Pleistozäns (2,4 mya), in deren Verlauf die atmosphärische CO2-Konzentration auf 275 bis 300 ppm sank und während der folgenden Glazialzeiten weiter abnahm.
Für die letzten 800.000 Jahre wurden elf Interglaziale identifiziert und detailliert beschrieben. Die Dauer dieser Zwischeneiszeiten betrug im Normalfall etwa 10.000 bis 30.000 Jahre, lediglich für den Zeitraum der interglazialen Marinen Isotopenstufe 11c (MIS 11c) werden maximal 40.000 Jahre veranschlagt. Aktuell dauert eine Kaltzeit etwas mehr als 100.000 Jahre und ist damit nach übereinstimmender wissenschaftlicher Auffassung an die gleich langen Veränderungen der Erdumlaufbahn (Exzentrizität) gekoppelt. Diese Periode trat in voller Ausprägung erstmals im frühen Mittelpleistozän vor rund 700.000 Jahren auf. Vorher – das heißt seit Beginn des Quartärs – umfasste ein Zyklus lediglich 41.000 Jahre und korrelierte zu dieser Zeit mit den Schwankungen der Erdrotationsachse. Zur Ursache dieses „Umspringens“ auf einen längeren Warm-Kalt-Zyklus werden verschiedene Erklärungsansätze diskutiert.
In Mitteleuropa sind die Kaltzeiten nach Flüssen benannt, die im Allgemeinen die weiteste Ausdehnung der jeweiligen Gletscherstände angeben. So wird die letzte Kaltzeit im Alpenraum „Würm-Kaltzeit“ genannt, in Nordeuropa „Weichsel-Kaltzeit“. Weitere Bezeichnungen sind „Devensian“ in England, „Waldai“ in Russland und „Wisconsin“ in Nordamerika. In Süddeutschland ging die Vereisung von den Alpen aus, im nördlichen Mitteleuropa von Skandinavien. Ob die Vergletscherungen im Alpenraum und in Norddeutschland in allen Fällen zeitgleich auftraten, erscheint gegenwärtig fraglich. Aus diesem Grund sind die Bezeichnungen für ältere Warm- und Kaltzeiten in geographisch getrennten Gebieten nur mit Einschränkungen synonym verwendbar.
| Alpenraum (Namensgeber)    | Norddeutschland (Namensgeber)  | Zeit (1000 Jahre vor heute)      | Marine Sauerstoff-Isotopenstufe (MIS) |
| -------------------------- | ------------------------------ | -------------------------------- | ------------------------------------- |
| -                          | Brüggen-Kaltzeit (Brüggen)     | ca. 2200                         | ?                                     |
| Biber-Kaltzeit (Biberbach) | –                              | ca. 1900–1800 oder ca. 1500–1300 | MIS 68–66 oder MIS 50–40              |
| -                          | Eburon-Kaltzeit (Eburonen)     | ca. 1400                         | ?                                     |
| Donau-Kaltzeit (Donau)     | –                              | ca. 1000–950                     | MIS 28–26                             |
| -                          | Menap-Kaltzeit (Menapier)      | 990–800                          | ?                                     |
| Günz-Kaltzeit (Günz)       | –                              | 800–600                          | MIS 20–16                             |
| Mindel-Kaltzeit (Mindel)   | -                              | 475–370                          | MIS 12                                |
| -                          | Elster-Kaltzeit (Weiße Elster) | 400–320                          | MIS 10                                |
| Riß-Kaltzeit (Riß)         | Saale-Kaltzeit (Saale)         | 350–120 (Riß), 300–130 (Saale)   | MIS 10–6 (Riß), MIS 8–6 (Saale)       |
| Würm-Kaltzeit (Würm)       | Weichsel-Kaltzeit (Weichsel)   | 115–10                           | MIS 4–2                               |

Rekonstruktion des mittleren Temperaturverlaufs während der letzten fünf Millionen Jahre

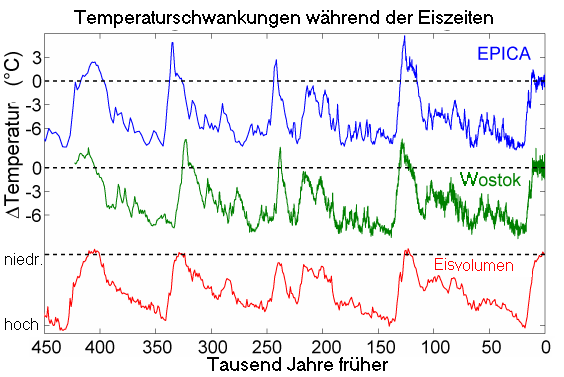
Rekonstruktion des Temperaturverlaufs während der Quartären Kaltzeit anhand verschiedener Eisbohrkerne des Projekts EPICA (European Project for Ice Coring in Antarctica) bzw. Wostok

Während der quartären Kaltzeiten nahmen die Inlandeisschilde und die Gebirgsgletscher weltweit erheblich an Umfang und Volumen zu und bedeckten dabei etwa 32 Prozent des Festlands (gegenwärtig 10 Prozent). Vor allem auf der Nordhalbkugel der Erde waren große Teile Europas, Asiens und Nordamerikas vergletschert. Viele Vereisungsspuren (zum Beispiel Trogtäler, Moränen, Gletscherschliffe, die Glaziale Serie) haben sich dort bis heute erhalten. Durch die Bildung kontinentaler Eismassen wurde den Meeren massiv Wasser entzogen (Glazialeustasie). Auf dem Höhepunkt der letzten Kaltzeit vor etwa 22.000 Jahren lag der Meeresspiegel um 120 m tiefer und die globale Durchschnittstemperatur im Vergleich zur vorindustriellen Epoche rund 6 °C niedriger. Dadurch entstanden zahlreiche Landbrücken, und Schelfmeere wie die Nordsee fielen großflächig trocken. Eine besondere Rolle spielte die Landbrücke über die heutige Beringstraße, die Nordasien mit Nordamerika verband, da sie den Austausch zahlreicher Tier- und Pflanzenarten sowie die Besiedlung des amerikanischen Kontinents durch den Menschen ermöglichte.

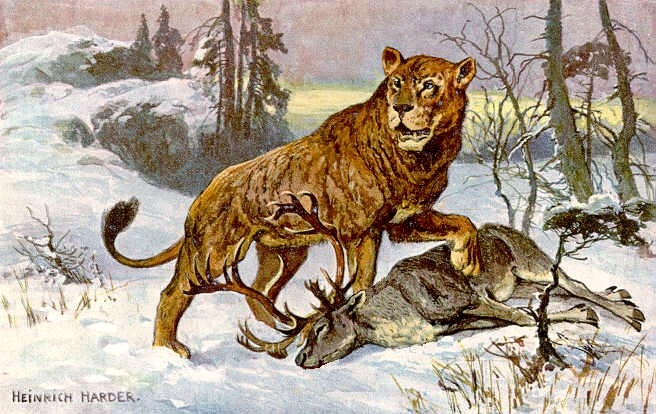
Höhlenlöwe mit Beute (Zeichnung von Heinrich Harder, um 1920)

Die globale Abkühlung bewirkte in der gemäßigten Zone die Reduzierung der Waldbestände, und an ihre Stelle traten Steppen- und Graslandschaften (Tundrenvegetation), während sich Savannen in den subtropischen Gebieten ausbreiteten. Aufgrund der fragmentierten Lebensräume entstand im Faunenbereich eine Reihe neuer Arten. Die scheinbar widrigen Umweltbedingungen während der Kaltzeitphasen gaben den Anstoß für rasche evolutionäre Entwicklungen mit einer Zunahme der Biodiversität in den folgenden Warmzeiten. Charakteristisch für den Faunenbestand des (späteren) Pleistozäns waren beispielsweise Mammuts, Saigas, Säbelzahnkatzen, Höhlenlöwen und Höhlenbären. Diese Vertreter der damaligen Megafauna verschwanden fast vollständig im Zuge der quartären Aussterbewelle mit dem Schwerpunkt im Umkreis der Pleistozän-Holozän-Grenze. Auch lebten Homo heidelbergensis, der von ihm abstammende Neandertaler und der vor rund 40.000 Jahren aus Afrika zugewanderte anatomisch moderne Mensch (Homo sapiens) während des Quartären Eiszeitalters in Europa.
Mehrere Studien äußern die Vermutung, dass das Aussterben früher Hominoidea (Menschenartige), darunter Homo erectus, Homo heidelbergensis und Homo neanderthalensis, vor allem auf tiefgreifende klimatische Veränderungen und die damit verbundene Umgestaltung der Lebensräume einschließlich der Reduzierung der Nahrungsquellen zurückgeht. Zudem waren vor etwa 45.000 Jahren auch die ersten Vertreter des Homo sapiens in Europa offenbar erheblichen Umweltbelastungen ausgesetzt und konnten sich, wie Genomanalysen nahelegen, nicht auf Dauer etablieren. Laut diesen Untersuchungen kam es zwar häufiger zu einer Vermischung mit den in dieser Region ansässigen Neandertalern, andererseits konnten keine Spuren ihres Erbguts bei heutigen Europäern entdeckt werden. Als wesentlicher Grund für die Auslöschung dieser ersten Einwanderungswelle gilt ein vulkanischer Ausbruch der Phlegräischen Felder in Italien mit der Stärke VE-7 vor rund 40.000 Jahren, mit der Folge eines ausgedehnten, bis nach Russland reichenden Ascheregens (Kampanischer Ignimbrit) und eines abrupten Temperaturrückgangs über Jahre bis Jahrzehnte.

### Jüngere Dryaszeit
| Serie/ (Glazial)                    | Klimastufen            | Zeitraum v. Chr.  |
| ----------------------------------- | ---------------------- | ----------------- |
| Holozän                             | Präboreal              | 9.610–8.690       |
| Pleistozän (Weichsel- -Spätglazial) | Jüngere Dryaszeit      | 10.730–9.700 ± 99 |
| Pleistozän (Weichsel- -Spätglazial) | Alleröd-Interstadial   | 11.400–10.730     |
| Pleistozän (Weichsel- -Spätglazial) | Ältere Dryaszeit       | 11.590–11.400     |
| Pleistozän (Weichsel- -Spätglazial) | Bölling-Interstadial   | 11.720–11.590     |
| Pleistozän (Weichsel- -Spätglazial) | Älteste Dryaszeit      | 11.850–11.720     |
| Pleistozän (Weichsel- -Spätglazial) | Meiendorf-Interstadial | 12.500–11.850     |
| (Weichsel- -Hochglazial)            | Mecklenburg-Phase      |                   |

Nach dem Letzteiszeitlichen Maximum, das vor etwa 20.000 Jahren endete, setzte eine langsame Milderung mit einem allmählichen Rückzug der Inlandseisschilde ein. Im vor 14.500 Jahren beginnenden Spätglazial gegen Ende des Pleistozäns erfolgte innerhalb sehr kurzer Zeiträume ein mehrfacher Wechsel von wärmeren Interstadialen zu deutlichen Abkühlungsphasen (siehe nebenstehende Zeittafel).
Eine Ausnahme bildete der scharfe Kälterückfall der Jüngeren Dryaszeit (auch Jüngere Tundrenzeit). Sie war mit einer Dauer von annähernd 1000 Jahren nicht nur länger als die vorhergehenden Klimastufen, sondern im Hinblick auf die wiederkehrenden Kaltzeitbedingungen auch ausgeprägter, mit einem erneuten Gletscherwachstum auf der nördlichen Hemisphäre. Der sehr rasch eintretende Temperaturrückgang erfasste schwerpunktmäßig vor allem Europa und den Nordatlantikraum und bewirkte global eine Abkühlung um −0,6 °C.
Als Ursache für den Kälteeinbruch werden neben vulkanischen Aktivitäten auch die Auswirkungen einer erdnahen Supernova, ein spätes Heinrich-Ereignis, eine Störung des thermohalinen Kreislaufs im Nordatlantik oder die Kombination mehrerer Faktoren angeführt. Ein neueres Erklärungsmodell geht von der Annahme aus, dass ein Impaktereignis durch einen Asteroiden oder Kometen das Klima abrupt verändert haben könnte (→ Einschlagshypothese).
Eine wissenschaftliche Arbeit zieht das Resümee, dass die Wiedererwärmung am Ende der Jüngeren Dryas beim Übergang zum Präboreal, dem ersten Abschnitt des Holozäns, durch das Überschreiten eines Kipppunkts im Erdklimasystem erheblich beschleunigt wurde und nur wenige Jahrzehnte beanspruchte. Die Kohlenstoffdioxid-Konzentration erreichte am Beginn des Holozäns das für ein Interglazial typische Level von 260 bis 270 ppm, ging dann leicht zurück, um im Verlauf des holozänen Klimaoptimums erneut auf maximal 280 ppm anzusteigen (vgl. hierzu → Ruddiman-Hypothese).

### Milanković-Zyklen

Präzessionsbewegung der Erdachse, mittlere Periodendauer 25.800 Jahre

Die Erdbahn um die Sonne, die Präzession der Erdrotationsachse sowie die Neigung der Erdachse und damit die wechselnden Einfallswinkel der Sonneneinstrahlung auf der Nord- und Südhemisphäre unterliegen verschiedenen Zyklen mit einer Dauer von 25.800 bis etwa 100.000 beziehungsweise 405.000 Jahren. Sie wurden zuerst von dem serbischen Astrophysiker und Mathematiker Milutin Milanković (1879–1958) im Hinblick auf geowissenschaftliche Fragestellungen analysiert und berechnet. Die durch die Milanković-Zyklen verursachten Schwankungen der Insolation fallen relativ geringfügig aus, fungieren jedoch im Klimasystem als „Impulsgeber“ und gelten als Hauptursache für den Wechsel der Warm- und Kaltphasen innerhalb des gegenwärtigen Eiszeitalters. Zum Beispiel führte eine von den Orbitalparametern eingeleitete leichte Erwärmung der unteren Luftschichten zur erhöhten CO2-Freisetzung aus den sich ebenfalls erwärmenden Ozeanen mit der Folge einer weiteren Temperaturzunahme, wobei diese Prozesse nach neueren Untersuchungen nur einen geringen Zeitversatz aufwiesen und in einigen Fällen fast synchron erfolgten. Zusätzlich trugen positive Feedbacks wie eine sich abschwächende Eis-Albedo-Rückkopplung sowie der Anstieg des atmosphärischen Wasserdampfgehalts zur Verstärkung des angestoßenen Klimawandels bei.
Eine dauerhafte Wirkung entfalteten die Zyklen speziell während des Quartärs, wobei ihr Einfluss aufgrund der zeitlichen Nähe dieser Epoche relativ genau bestimmt werden kann. Dies führte in der Wissenschaft zu der Überlegung, ob ein hoher atmosphärischer Anteil an Kohlenstoffdioxid, wie ihn die Erdgeschichte häufig verzeichnete, das Veränderungspotenzial der Erdbahnparameter ab einem bestimmten Grenzwert abpuffern und entsprechend dämpfen könnte.
Über Jahrzehnte nahm die Fachwelt von den als spekulativ beurteilten Milankovic-Zyklen kaum Notiz. Dies änderte sich grundlegend mit der Publizierung einer Aufsehen erregenden Studie im Wissenschaftsjournal Science vom Dezember 1976. Seitdem ist die Theorie in modifizierter und erweiterter Form (unter Einbeziehung der von Milutin Milanković nicht berücksichtigten Erdbahnebene) zum festen Bestandteil von Paläoklimatologie und Quartärforschung geworden und wird auf zunehmend breiterer Basis auch zur Rekonstruktion der Klimaverläufe im Känozoikum angewendet.

### Dansgaard-Oeschger-Ereignisse
Dansgaard-Oeschger-Ereignisse (benannt nach dem Paläoklimatologen Willi Dansgaard und dem Physiker Hans Oeschger) werden seit ihrer Entdeckung in den 1980er Jahren erforscht und bezeichnen extrem rasche Temperaturerhöhungen im Bereich des Nordatlantiks während der letzten Kaltzeit. Dabei kam es zu einem plötzlichen Anstieg der Temperaturen bis 10 °C innerhalb eines Jahrzehnts. Diese etwa alle 1470 Jahre auftretenden Warmphasen flauten nur langsam ab, und es dauerte oft mehrere Jahrhunderte, bis der kaltzeitliche „Normalzustand“ in diesem Gebiet wieder erreicht war. Die Periodizität dieser Klimaanomalien wurde in der Fachliteratur zwei zyklisch auftretenden Aktivitätsphasen der Sonne zugeschrieben, die sich in regelmäßigen Abständen überlagern. Aus der Würm- beziehungsweise der Weichsel-Kaltzeit, die vor 115.000 Jahren begann und vor knapp 12.000 Jahren endete, lassen sich in Klimaarchiven 26 Dansgaard-Oeschger-Ereignisse nachweisen, vor allem in grönländischen Eisbohrkernen sowie in den Tiefseeablagerungen des Atlantiks. Nach dem Übergang in das Holozän traten diese abrupten Klimaschwankungen nicht mehr auf, da die schwach ausgeprägte Fluktuation der Sonneneinstrahlung die stabilen Atlantikströmungen der letzten 10.000 Jahre nicht mehr beeinflussen konnte. Allerdings gibt es Hinweise, dass ähnliche, räumlich begrenzte Temperatursprünge auch während der Eem-Warmzeit vor 126.000 bis 115.000 Jahren stattfanden.

## Die aktuelle Warmzeit

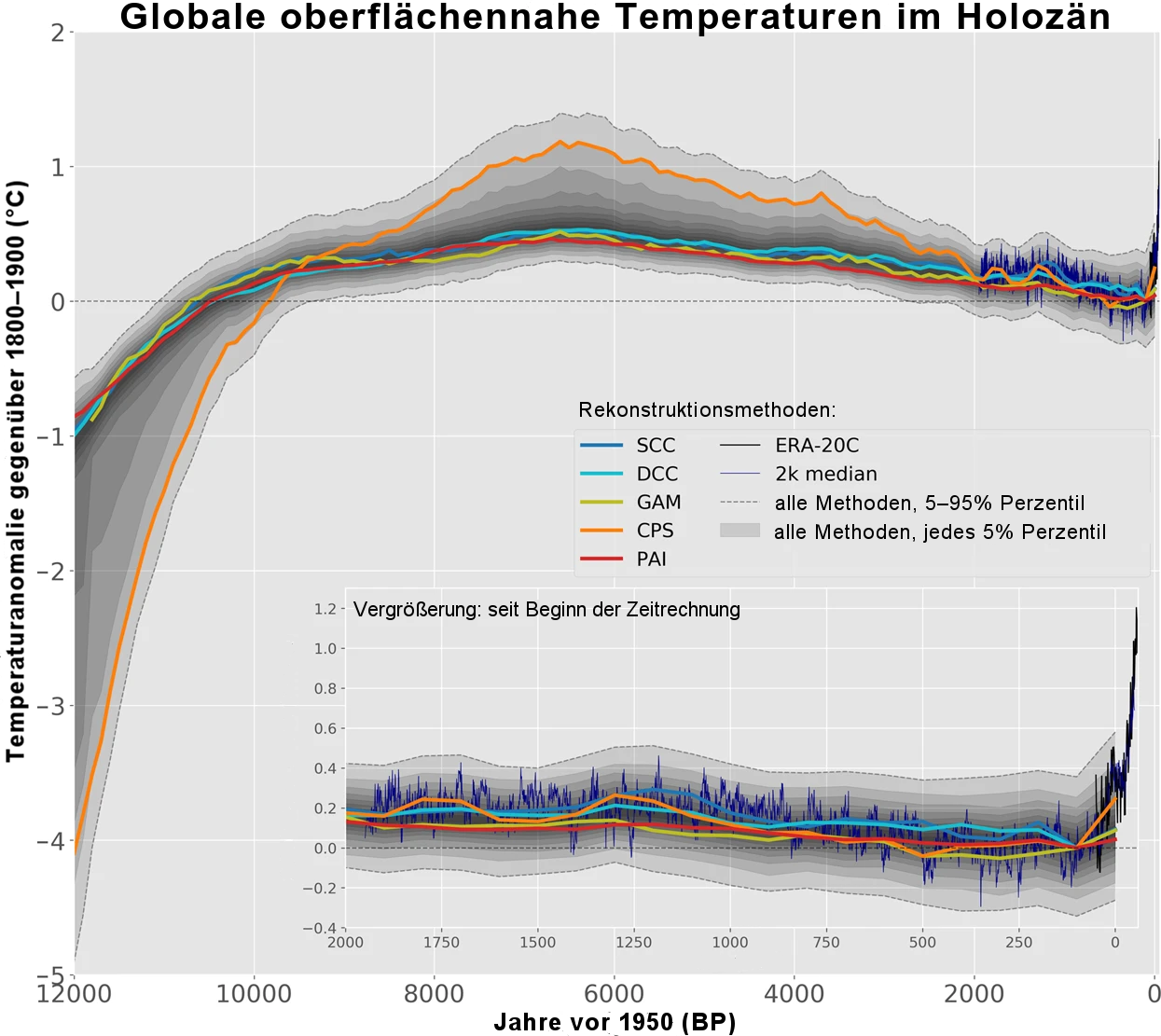
Rekonstruktion des Temperaturverlaufs der Erde während der letzten 12.000 Jahre

Obwohl der Wechsel von der letzten Kaltzeit zur aktuellen Warmzeit erdgeschichtlich gesehen sehr schnell verlief, beanspruchte er trotzdem mehrere tausend Jahre. Das lag hauptsächlich daran, dass die kontinentalen Eisschilde aufgrund ihres Volumens nur langsam schmolzen. Der Fennoskandische Eisschild war etwa vor 7000 Jahren verschwunden und damit im Vergleich zu den Schilden in Nordamerika und Nordasien relativ zügig abgeschmolzen, während der Laurentische Eisschild in Nordamerika sich erst vor 4000 Jahren aufgelöst hatte. Ein vollständiges Abschmelzen des heutigen Ostantarktischen Eisschilds würde mindestens 15.000 Jahre benötigen und gleichbleibend hohe CO2-Werte erfordern, die über dem gegenwärtigen Niveau liegen.
Auch in der Warmzeit des Holozäns geschahen einige Klimaveränderungen, die im Vergleich zu den großen Umweltkrisen früherer geologischer Epochen jedoch eher moderat ausfielen, nur selten einheitliche Klimasignale hinterließen und sich mit Ausnahme der letzten Jahrzehnte in einem Temperaturkorridor von ± 0,6 °C bewegten. Mit der zunehmenden Annäherung an die Gegenwart gelingt die Rekonstruktion der klimatischen Entwicklung immer detaillierter, wobei die älteren Abschnitte des Holozäns auf verschiedenen Kontinenten noch nicht vollständig erforscht sind und erst mit dem Auftreten der ersten Hochkulturen an Aussagekraft gewinnen. Zum Beispiel ergaben Untersuchungen in der Sahara und von Mittelmeersedimenten, dass in Nordafrika vor etwa 10.000 Jahren nicht die heutige Wüste vorherrschte, sondern eine Grassavanne, die von einer Vielzahl von Tieren bevölkert war und Menschen Lebensraum bot. Davon zeugen fossile Pflanzen ebenso wie Fels- und Höhlenmalereien. Eine in der Wissenschaft wiederholt vertretene These geht von einer zyklischen Begrünung der Wüstengebiete Nordafrikas aus, deren Periode etwa 22.000 Jahre beträgt und die daher von den Orbitalparametern des Erdsystems gesteuert sein könnte.
Das holozäne Temperaturoptimum (annähernd identisch mit der Klimastufe des Atlantikums) begann auf der Nordhalbkugel vor rund 8000 Jahren und endete vor 6000/5000 Jahren. Danach setzte mit dem holozänen Übergang eine leichte Abkühlung von durchschnittlich −0,1 °C pro Jahrtausend ein. Dieser gering ausgeprägte und bis in das 19. Jahrhundert bestehende Trend wurde jedoch von so vielen kurzfristigen Einflüssen überlagert, dass er nur über einen längeren Zeitraum als statistisch relevante Entwicklung erkennbar ist. Eine für das Holozän typische Klimafluktuation war die Misox-Schwankung (auch 8.2 kiloyear event), verursacht von einem enormen Schmelzwassereintrag in den Nordatlantik und die dadurch bedingte Unterbrechung der thermohalinen Zirkulation des Nordatlantikstroms. Ihr folgten die Piora-Schwankungen vor 6000 bis 5000 Jahren mit unterschiedlichen regionalen Schwerpunkten, aber verknüpft mit deutlich nachweisbaren Dürreperioden, die sich spürbar auf Vegetation und Fauna und damit auch auf menschliche Gemeinschaften auswirkten. In dem Zusammenhang werden die Begriffe Pluvial (relativ niederschlagsreiche Phase) und Interpluvial (relativ trockene Phase) verwendet. Diese Unterscheidung ist deshalb angebracht, weil Temperatur- und Niederschlagsschwankungen nicht in allen Fällen parallel verliefen.

Die Entwicklung der globalen Durchschnittstemperatur während der letzten 2000 Jahre, Rekonstruktion und, seit dem 19. Jahrhundert, Messungen.

Für die Klimageschichte in historischer Zeit, vor allem für die Europas und des Nordatlantikraums, wurden verschiedene Periodisierungen vorgeschlagen. Eine sehr oft verwendete Einteilung, die sich primär auf Europa bezieht, stammt von dem Klimatologen Ch.-D. Schönwiese, der auf ältere Arbeiten wie die von Flohn und Lamb zurückgriff. Danach herrschte zwischen 100 v. Chr. und 400 n. Chr. das Optimum der Römerzeit. Als sich diese Epoche dem Ende zuneigte und das Klima abkühlte, begann das sogenannte Pessimum der Völkerwanderungszeit (etwa von 450 bis 750 n. Chr.), einschließlich der Kleinen Eiszeit der Spätantike (Late Antique Little Ice Age) im 6. und 7. Jahrhundert.
Daran schloss sich die mittelalterliche Warmzeit an, in der neueren Fachliteratur zunehmend auch als mittelalterliche Klimaanomalie bezeichnet. Der Beginn und das Ende dieser Periode lassen sich nur unscharf eingrenzen; allgemein gelten die Jahre 950 bis 1250 als Kernbereich des Klimaoptimums, das im europäischen Rahmen mit wirtschaftlichem und demografischem Aufschwung sowie mit der kulturellen Blüte des Hochmittelalters häufig in Verbindung gebracht wird. In Mitteleuropa ist dies der Fall für die Periode 1170 bis 1300 Jedoch ist eine klar definierbare mittelalterliche Warmzeit auf globaler Ebene nicht erkennbar, und verschiedene Datenreihen aus Afrika, Asien und Südamerika ergeben zusammengefasst kein einheitliches Bild. Als wahrscheinlich gilt, dass im europäischen Raum einzelne Regionen über längere Zeit etwa so warm gewesen sein könnten wie im 20. Jahrhundert. Dies gilt auch für Mitteleuropa seit CE 1000. Allerdings waren dort die Winter wahrscheinlich durchwegs kälter als im 20. Jahrhundert.
Als Beleg für den Zusammenhang von menschlicher Kulturentwicklung und Klimaeinflüssen werden oftmals jene Wikinger genannt, die sich im Jahr 982 n. Chr. auf Grönland ansiedelten und dort über mehrere Jahrhunderte Ackerbau und Viehzucht betrieben. Durch die zunehmende Abkühlung des nordatlantischen Raums nahm die Kolonisation der Insel ein mehr oder weniger jähes Ende (zur Siedlungsgeschichte siehe → Grænlendingar). Bis vor kurzem wurde angenommen, dass neben wirtschaftlichen und soziologischen Gründen die schlechter werdenden klimatischen Bedingungen wesentlich dazu beitrugen, dass um 1500 die letzte normannische Siedlung auf Grönland aufgegeben wurde. Allerdings kommen aktuelle Untersuchungen zu anders gelagerten Ergebnissen. So hatte die mittelalterliche Warmzeit im Bereich von Grönland nur geringe oder keine klimatischen Auswirkungen, und die grönländischen Gletscher erreichten zwischen den Jahren 975 und 1275 ihre nahezu größte Ausdehnung. Eine längere Phase milder Temperaturen in diesem geographischen Umfeld wäre somit nach der neuen Datenlage ausgeschlossen.

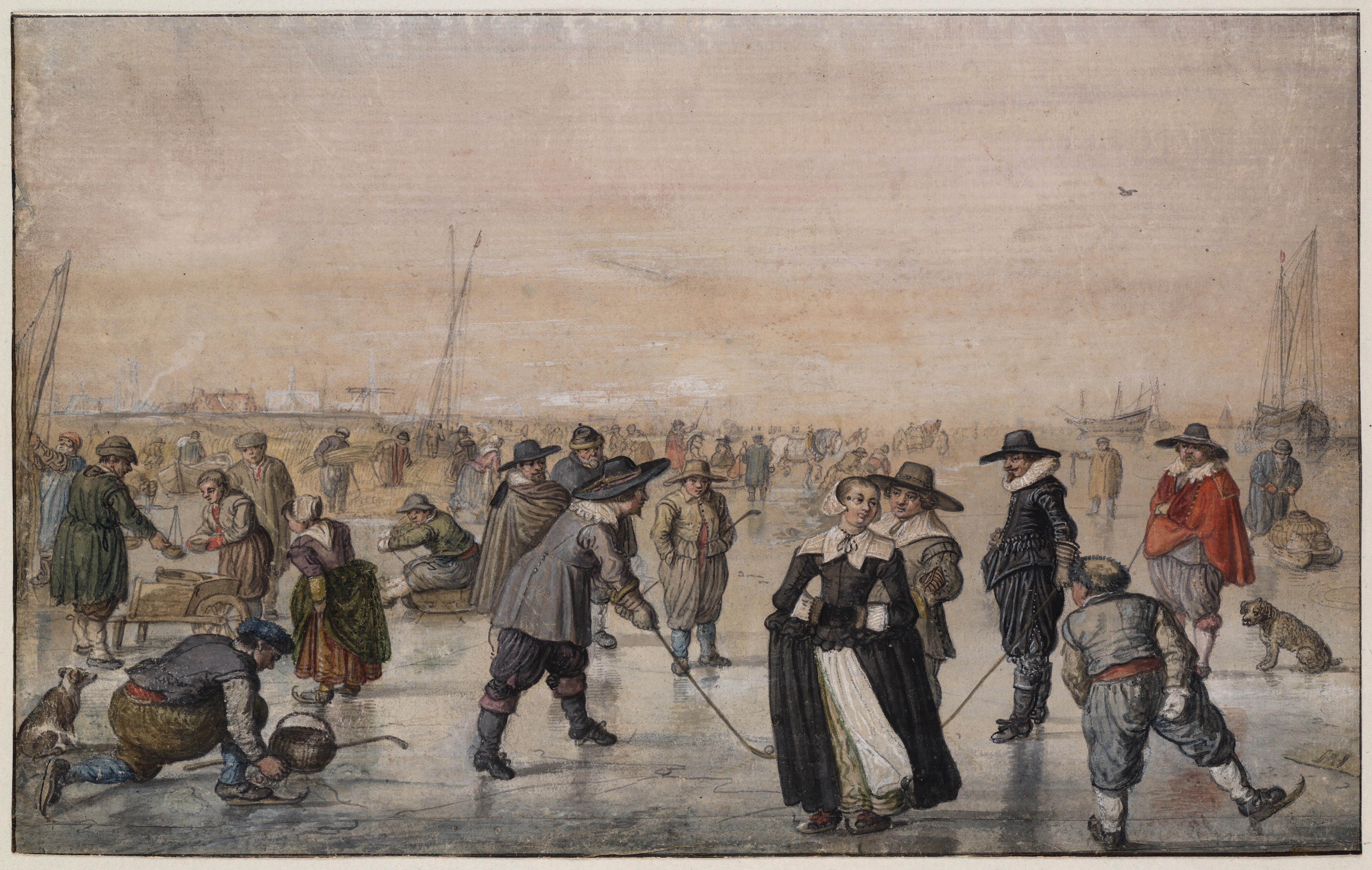
Zugefrorene Kanäle in Holland während der „Kleinen Eiszeit“ (Aquarell von Hendrick Avercamp, 1608)

Die Kleine Eiszeit war eine Periode relativ kühlen Klimas, die im ausgehenden 19. Jahrhundert endete. Für den Beginn liegen in der Literatur Daten zwischen 1200 und 1550 vor, so dass es fragwürdig ist, einen generellen Zeitpunkt anzugeben. Dieser Zeitraum wird sowohl in populärwissenschaftlichen Abhandlungen als auch in der Fachliteratur Kleine Eiszeit genannt (beziehungsweise „Little Ice Age“), ungeachtet der Tatsache, dass erhebliche Unterschiede zu den „echten“ Glazialphasen des Quartärs bestehen. In Mitteleuropa war dies von den 1340er Jahren an der Fall. Das Klima der Nordhalbkugel lag im 17. Jahrhundert weniger als 1 °C unter dem Temperaturniveau des 20. Jahrhunderts, mit einer stärker ausgeprägten Abkühlung in den nordatlantischen Regionen. Auf die gesamte Erde bezogen gingen die Temperaturen gegenüber dem Mittelalterlichen Optimum um etwa −0,16 bis −0,24 °C zurück.
Für den Klimaumschwung zur Kleinen Eiszeit werden mehrere mögliche Gründe diskutiert, wobei die Sonne als primäre Ursache wohl nicht in Frage kommt. Obwohl sie zweifellos einen gewissen Einfluss ausübte – besonders in Perioden stark abgeschwächter Sonnenfleckenaktivität wie dem Maunder-Minimum zwischen 1645 und 1715 –, spielte eine Reihe starker vulkanischer Eruptionen wahrscheinlich die dominierende Rolle. Der überdurchschnittlich hohe Ausstoß von Aerosolen und vulkanischen Gasen in die Atmosphäre dämpfte nachhaltig die Sonneneinstrahlung und blieb über Jahrzehnte ein klimabestimmender Faktor. Ebenso könnte eine zeitweilige Abschwächung des Golfstroms an der Entstehung der Kleinen Eiszeit beteiligt gewesen sein. Die Kleine Eiszeit wird von einigen Klimaforschern und Historikern als relevante Einflussgröße in der von politischen, ökonomischen und sozialen Verwerfungen erfassten Epoche der frühen Neuzeit gesehen, für die der Begriff „Krise des 17. Jahrhunderts“ geprägt wurde.
Das Ende der Kleinen Eiszeit wird zumeist in der ersten Hälfte des 19. Jahrhunderts gesehen. Mit Beginn der Industrialisierung begann die gegenwärtige globale Erwärmung – in der Periodisierung Schönwieses noch modernes Optimum genannt –, die vor allem von der Störung des Klimasystems der Erde durch menschliche Aktivität geprägt ist.

### El Niño und La Niña
Als El Niño oder genauer El Niño-Southern Oscillation (ENSO) wird das Auftreten veränderter Strömungsmuster im ozeanographisch-meteorologischen System des äquatorialen Pazifiks bezeichnet. Ursache ist eine starke Wechselwirkung zwischen den Passatwinden und dem Ozean. Normalerweise treibt der Passat das Wasser des Pazifiks entlang des Äquators nach Westen in Richtung Indonesien. Da sich das Wasser unter dem Einfluss der tropischen Sonneneinstrahlung aufheizt, ist es im westlichen Pazifik besonders warm. Im Osten hingegen, vor der Westküste Südamerikas, wird das abtransportierte Oberflächenwasser durch kälteres Tiefenwasser ersetzt. Aufgrund der Temperaturdifferenz zwischen kühlem Wasser im Osten und warmem Wasser im Westen entsteht nicht nur ein Antrieb für die Passatwinde, sondern auch ein Rückkopplungsmechanismus, durch den sich das System in die eine oder andere Richtung aufschaukeln kann. Wenn der Passat zusammenbricht, strömt das warme Wasser zurück nach Osten. Dort entsteht dann eine Wärmeanomalie in Form eines El Niño.
Im Unterschied zu El Niño ist La Niña eine außergewöhnlich kalte Strömung im äquatorialen Pazifik, wodurch sich besonders in Südostasien ausgedehnte Tiefdruckgebiete bilden können. Als Folge davon kühlt sich der östliche Pazifik weiter ab. In Indonesien und den umliegenden Regionen fällt dann ergiebiger Regen, während gleichzeitig in einigen südamerikanischen Gebieten extreme Trockenheit herrscht.
Auf drei Vierteln der Erde wird das Wettergeschehen von einem starken El Niño signifikant beeinflusst. So treten zum Beispiel an der gesamten südamerikanischen Pazifikküste und zum Teil auch an der nordamerikanischen Westküste starke Regenfälle und damit verbundenen Überschwemmungen auf. Im Gegensatz dazu kommt es in Südostasien und Australien zu längeren Dürreperioden mit Buschfeuern und Waldbränden.
Günstige Bedingungen für das Auftreten von El Niños gab es innerhalb der letzten drei Jahrhunderte in Abständen von etwa zwei bis acht Jahren, wobei die meisten nur relativ schwach ausgeprägt waren. Im 20. Jahrhundert wurden größere El-Niño-Ereignisse in den Jahren 1925/1926, 1972/1973 und 1982/1984 registriert. Der El Niño von 1997/1998 war ein wesentlicher Grund, dass 1998 zum bis dahin wärmsten Jahr seit Beginn der systematischen Temperaturaufzeichnungen wurde. Noch ausgeprägter verlief der El Niño 2015/2016, der maßgeblich dazu beitrug, dass die Globale Erwärmung neue Höchstwerte verzeichnete.
Ein verwandtes Klimaphänomen gibt es im Atlantik in Form der Nordatlantischen Oszillation.

### Mögliche Auswirkungen der globalen Erwärmung

Globale oberflächennahe Jahresmitteltemperaturen der letzten 140 Jahre relativ zur Referenzperiode 1951–1980.

Die Erkenntnisse der Klimaforschung besagen, dass die anthropogenen Treibhausgasemissionen seit Beginn der Industrialisierung den natürlichen Treibhauseffekt wesentlich verstärken und damit einen zunehmenden Einfluss auf das Klima ausüben. Die globalen Durchschnittstemperaturen nahmen während des 20. Jahrhunderts um 0,74 °C ± 0,18 °C zu. Am ausgeprägtesten ist die Erwärmung von 1976 bis heute. Die globale Mitteltemperatur des Jahres 2016 lag nach Angaben der Weltorganisation für Meteorologie (WMO) 1,1 °C über dem vorindustriellen Niveau. Anhand von Satellitenmessungen konnte festgestellt werden, dass der Strahlungsantrieb (radiative forcing) im Zeitraum der Jahre 2003 bis 2018 um 0,53 W/m² (± 0,11 W/m²) zugenommen hat. Dieser Anstieg geht sowohl auf eine anthropogen bedingte Erhöhung der Treibhausgas-Konzentrationen als auch auf eine Reduzierung der Aerosolemissionen zurück und bedeutet, dass im Erdsystem mehr Energie verbleibt als eingestrahlt wird. Somit wird das zunehmende Ungleichgewicht auf Dauer zu klimatischen Instabilitäten führen und den Strahlungshaushalt der Erde nachhaltig beeinflussen.
Auf der Grundlage der Emissionsszenarien des Intergovernmental Panel on Climate Change (IPCC) im aktuellen Fünften Sachstandsbericht könnte sich die globale Durchschnittstemperatur im ungünstigsten Fall bis Ende des 21. Jahrhunderts um mehr als 4 °C gegenüber dem vorindustriellen Wert erhöhen und sich bei Aktivierung mehrerer Kippelemente im Erdklimasystem, verbunden mit einer Reihe irreversibler Rückkopplungen, weiter verstärken. Eine derartige Entwicklung würde das Bild der Erde auf längere Sicht nachhaltig verändern, vor allem durch die Verschiebung der Klima- und Vegetationszonen und das weitgehende Abschmelzen des westantarktischen und grönländischen Eisschilds mit entsprechendem Anstieg des Meeresspiegels.
Mehrere Studien stellen übereinstimmend fest, dass im Unterschied zu vorindustriellen Klimaschwankungen der aktuelle Klimawandel gleichzeitig auf allen Kontinenten auftritt, in seinem rapiden Verlauf von keiner klimatischen Veränderung der letzten zweitausend Jahre übertroffen wird und auch im gesamten Känozoikum wahrscheinlich kein vergleichbares Beispiel aufweist.
Ein wesentlicher Aspekt der gegenwärtigen globalen Erwärmung ist ihre Auswirkung auf die nächste prognostizierte Glazialphase. Der nach dem Klimaoptimum des Holozäns einsetzende Abkühlungstrend von ≈ 0,1 °C pro Jahrtausend gilt als Vorbote und erstes Anzeichen eines nahenden Kaltzeitklimas. Demnach würde die nächste Kaltzeit unter natürlichen Rahmenbedingungen erst in einigen zehntausend Jahren eintreten. Dieser für ein Interglazial wie das Holozän ungewöhnlich lange Zeitraum könnte sich bei einer gleichbleibend hohen CO2-Konzentration auf mehr als 100.000 Jahre ausdehnen und damit zum Ausfall eines kompletten Kaltzeitzyklus führen. In diesem Zusammenhang wurde in der Wissenschaft die Vermutung geäußert, dass die gegenwärtigen, auf menschlicher Einflussnahme beruhenden Umweltveränderungen einschließlich einer möglichen Destabilisierung der Biosphäre eventuell einen spezifischen Klimazustand hervorrufen könnten, für den in der bekannten Erdgeschichte keine Entsprechung existiert.
Zur möglichen Klimaentwicklung in zukünftigen geologischen Zeiträumen siehe den Abschnitt im Artikel Paläoklimatologie → Die fernere Zukunft.

### Deutschsprachige Bücher mit Schwerpunkt Paläoklimatologie
- Wolfgang Oschmann: Evolution der Erde. Geschichte des Lebens und der Erde. utb. basics (UTB Band 4401). Haupt Verlag, Bern 2016, ISBN 978-3-8252-4401-9.
- Peter Ward, Joe Kirschvink: Eine neue Geschichte des Lebens. Wie Katastrophen den Lauf der Evolution bestimmt haben. Deutsche Verlags Anstalt, München 2016, ISBN 978-3-421-04661-1.
- Jens Boenigk, Sabina Wodniok: Biodiversität und Erdgeschichte. Springer Spektrum, Springer Verlag, Berlin/Heidelberg 2014, ISBN 978-3-642-55388-2, DOIː 10.1007/978-3-642-55389-9.
- Karl-Heinz Ludwig: Eine kurze Geschichte des Klimas. Von der Entstehung der Erde bis heute. 2006, ISBN 3-406-54746-X.
- Monika Huch, Günter Warnecke, Klaus Germann (Hrsg.): Klimazeugnisse der Erdgeschichte. Perspektiven für die Zukunft. Mit Beiträgen von Wolfgang H. Berger, Arthur Block, Werner von Bloh, Werner Buggisch, Klaus Germann, Monika Huch, Gerhard Petschel-Held, Hans-Joachim Schellnhuber, Torsten Schwarz, Hansjörg Streif, Otto H. Wallner, Günter Warnecke, Gerold Wefer. Springer, Berlin/Heidelberg 2001, ISBN 3-540-67421-7.
- József Pálfy: Katastrophen der Erdgeschichte. Globales Artensterben? Schweizerbart, Stuttgart 2005, ISBN 3-510-65211-8.
- Christoph Buchal, Christian-Dietrich Schönwiese: Klima. Die Erde und ihre Atmosphäre im Wandel der Zeiten. Hrsg.: Wilhelm und Else Heraeus-Stiftung, Helmholtz-Gemeinschaft Deutscher Forschungszentren. 2. Auflage. Hanau 2012, ISBN 978-3-89336-589-0.
- Frank Sirocko: Geschichte des Klimas. Konrad Theiss Verlag, Stuttgart 2013, ISBN 978-3-8062-2711-6.

### Deutschsprachige Bücher mit Schwerpunkt Historische Klimatologie
- Heinz Wanner: Klima und Mensch. Eine 12.000-jährige Geschichte. 1. Auflage. Haupt Verlag, Bern 2016, ISBN 978-3-258-07879-3.
- Elmar Buchner, Norbert Buchner: Klima und Kulturen. Die Geschichte von Paradies und Sintflut. Verlag Bernhard Albert Greiner, Remshalden 2005, ISBN 3-935383-84-3.
- Rüdiger Glaser: Klimageschichte Mitteleuropas. 1000 Jahre Wetter, Klima, Katastrophen. Mit Prognosen für das 21. Jahrhundert. 2. Auflage. Darmstadt 2008, ISBN 978-3-89678-604-3.
- Christian Pfister: Wetternachhersage. 500 Jahre Klimavariationen und Naturkatastrophen (1496–1995). Paul Haupt, Bern 1999, https://boris.unibe.ch/197521/1/Wetternachhersage.pdf.
- Ronald D. Gerste: Wie das Wetter Geschichte macht: Katastrophen und Klimawandel von der Antike bis heute. Klett-Cotta Verlag, Stuttgart 2015, ISBN 978-3-608-94922-3.
- Bernd Kleinhans: Klimadebatten im Zeitalter der Aufklärung. Theorien und Diskurse des 18. Jahrhunderts. transcript Verlag, Bielefeld 2023, ISBN 978-3-8376-6705-9.
- Franz Mauelshagen: Geschichte des Klimas. Von der Steinzeit bis zur Gegenwart. Beck, München 2023, ISBN 978-3-406-79148-2.
- Johannes Preiser-Kapeller: Die erste Ernte und der große Hunger. Klima, Pandemien und der Wandel der Alten Welt bis 500 n. Chr. Mandelbaum Verlag, Wien 2021, ISBN 978-3-85476-961-3.
- Johannes Preiser-Kapeller: Der Lange Sommer und die Kleine Eiszeit. Klima, Pandemien und der Wandel der Alten Welt von 500 bis 1500 n. Chr. Mandelbaum Verlag, Wien 2021, ISBN 978-3-85476-889-0.
- Christian Pfister, Heinz Wanner: Klima und Gesellschaft in Europa. Die letzten tausend Jahre. Haupt Verlag, Bern 2021, ISBN 978-3-258-08182-3

### Englischsprachige Bücher
- Raymond S. Bradley: Paleoclimatology. Reconstructing Climates of the Quaternary. 3. Auflage. Academic Press (Elsevier Inc.), Oxford / Amsterdam / Waltham / San Diego 2015, ISBN 978-0-12-386913-5.
- Thomas N. Cronin: Paleoclimates: understanding climate change past and present. Columbia University Press, New York 2010, ISBN 978-0-231-14494-0.
- Raymond S. Bradley, Norman Law: Climate change and society. Nelson Thornes, Cheltenham 2001, ISBN 0-7487-5823-2.
- Thomas J. Crowley, G. R. North, Paleoclimatology, Oxford University Press, New York, 1991.
- William F. Ruddimann: Earth’s Climate – Past and Future. 3. Auflage. W. H. Freeman, 2013, ISBN 978-1-319-15400-4.
- George R. McGhee Jr.: Carboniferous Giants and Mass Extinction. The Late Paleozoic Ice Age World. Columbia University Press, New York 2018, ISBN 978-0-231-18097-9.
- Christian Pfister, Heinz Wanner: Climate and Society in Europe. The last thousand years. Haupt, Bern 2021, ISBN 978-3-258-08234-9.
- Sam White, Christian Pfister, Franz Mauelshagen (eds,), The Palgrave Handbook of Climate History, Palgrave Macmillan London, 2018, ISBN 978-1-137-43020-5.